# ایران در بازی‌های آسیایی ۲۰۲۲
ایران یکی از شرکت‌کنندگان بازی‌های آسیایی ۲۰۲۲ در هانگژو، چین است که از تاریخ ۲۳ سپتامبر تا ۸ اکتبر ۲۰۲۳ بود.
ایران با ۲۸۹ ورزشکار شامل ۲۱۱ ورزشکار مرد و ۷۸ ورزشکار زن در ۳۵ رشته ورزشی در این مسابقات شرکت خواهد کرد.

## شرکت کنندگان
| ورزش              | مرد | زن | مجموع |
| ----------------- | --- | -- | ----- |
| اسکیت             | ۶   | ۶  | ۱۲    |
| بدمینتون          | ۱   | ۱  | ۲     |
| بسکتبال           | ۱۲  | ۰  | ۱۲    |
| بسکتبال سه‌نفره    | ۴   | ۰  | ۴     |
| بوکس              | ۵   | ۰  | ۵     |
| تکواندو           | ۶   | ۶  | ۱۲    |
| تنیس              | ۱   | ۱  | ۲     |
| تنیس روی میز      | ۳   | ۱  | ۴     |
| تیراندازی         | ۸   | ۹  | ۱۷    |
| تیراندازی با کمان | ۶   | ۴  | ۱۰    |
| جوجیتسو           | ۲   | ۰  | ۲     |
| جودو              | ۳   | ۱  | ۴     |
| دوچرخه‌سواری       | ۱   | ۱  | ۲     |
| دو و میدانی       | ۶   | ۲  | ۸     |
| روئینگ            | ۲   | ۵  | ۷     |
| ژیمناستیک         | ۴   | ۰  | ۴     |
| سنگ‌نوردی          | ۳   | ۲  | ۵     |
| سوارکاری          | ۳   | ۱  | ۴     |
| شطرنج             | ۵   | ۱  | ۶     |
| شمشیربازی         | ۴   | ۰  | ۴     |
| شیرجه             | ۱   | ۰  | ۱     |
| شنا               | ۴   | ۰  | ۴     |
| فوتبال            | ۲۲  | ۰  | ۲۲    |
| قایقرانی          | ۸   | ۹  | ۱۷    |
| کاراته            | ۴   | ۴  | ۸     |
| کبدی              | ۱۲  | ۱۲ | ۲۴    |
| کشتی              | ۱۲  | ۰  | ۱۲    |
| هندبال            | ۱۶  | ۰  | ۱۶    |
| والیبال ساحلی     | ۴   | ۰  | ۴     |
| والیبال           | ۱۲  | ۰  | ۱۲    |
| وزنه‌برداری        | ۷   | ۳  | ۱۰    |
| ووشو              | ۸   | ۵  | ۱۳    |
| کوراش             | ۳   | ۴  | ۷     |
| واترپلو           | ۱۳  | ۰  | ۱۳    |
| مجموع             | ۲۱۱ | ۷۸ | ۲۸۹   |

## جدول مدال‌ها
| مدال | نام | ورزش         | رویداد                        | تاریخ      |
| ---- | --- | ------------ | ----------------------------- | ---------- |
| طلا  | مهدی جلوه صابر کاظمی امین اسماعیل‌نژاد امیرحسین اسفندیار جواد کریمی میثم صالحی پوریا حسین خانزاده شهروز همایون‌فرمنش محمد ولی‌زاده محمد موسوی محمدرضا حضرت‌پور محمدطاهر وادی             | والیبال      | تیمی مردان                    | ۲۶ سپتامبر |
| طلا  | افشین سلیمی | ووشو         | -۶۵ کیلوگرم مردان             | ۲۸ سپتامبر |
| طلا  | یوسف صبری | ووشو         | ۷۵ کیلوگرم مردان              | ۲۸ سپتامبر |
| طلا  | صادق آذرنگ | کوراش        | ۹۰- کیلوگرم مردان             | ۲ اکتبر    |
| طلا  | حسین رسولی | دو و میدانی  | پرتاب دیسک مردان              | ۲ اکتبر    |
| طلا  | رضا علیپور | سنگ نوردی    | سرعت مردان                    | ۳ اکتبر    |
| طلا  | محمدهادی ساروی | کشتی         | ۹۷ کیلوگرم فرنگی              | ۵ اکتبر    |
| طلا  | امین میرزازاده | کشتی         | ۱۳۰ کیلوگرم فرنگی             | ۵ اکتبر    |
| طلا  | سجاد گنج‌زاده | کاراته       | +۸۴ کیلوگرم                   | ۶ اکتبر    |
| طلا  | یونس امامی | کشتی         | ۷۴ کیلوگرم آزاد               | ۷ اکتبر    |
| طلا  | پرهام مقصودلو پویا ایدنی بردیا دانشور امیررضا پورآقابالا محمدامین طباطبایی | شطرنج        | تیمی مردان                    | ۷ اکتبر    |
| طلا  | حسن یزدانی | کشتی         | ۸۶ کیلوگرم آزاد               | ۷ اکتبر    |
| طلا  | امیرحسین زارع | کشتی         | ۱۲۵ کیلوگرم آزاد              | ۷ اکتبر    |
| نقره | مهسا جاور زینب نوروزی | روئینگ       | دونفره دوپارو زنان            | ۲۴ سپتامبر |
| نقره | فاطمه مجلل نازنین ملائی مهسا جاور زینب نوروزی | روئینگ       | چهار نفره دوپارو زنان         | ۲۵ سپتامبر |
| نقره | مهدی حاجی‌موسایی | تکواندو      | ۵۸- کیلوگرم مردان             | ۲۵ سپتامبر |
| نقره | علیرضا حسین‌پور | تکواندو      | ۶۳ کیلوگرم مردان              | ۲۶ سپتامبر |
| نقره | زهرا کیانی | ووشو         | تالو زنان                     | ۲۷ سپتامبر |
| نقره | شجاع پناهی | ووشو         | ۶۰ کیلوگرم مردان              | ۲۸ سپتامبر |
| نقره | الهه منصوریان | ووشو         | ۵۲ کیلوگرم زنان               | ۲۸ سپتامبر |
| نقره | محسن محمدسیفی | ووشو         | ۷۴ کیلوگرم مردان              | ۲۸ سپتامبر |
| نقره | آرین سلیمی | تکواندو      | ۸۰+ کیلوگرم مردان             | ۲۸ سپتامبر |
| نقره | مهدی الفتی | ژیمناستیک    | پرش خرک مردان                 | ۲۹ سپتامبر |
| نقره | مجید وحیدبریمانلو | کوراش        | ۶۶ کیلوگرم مردان              | ۳۰ سپتامبر |
| نقره | دنیا آقایی | کوراش        | ۷۰ کیلوگرم زنان               | ۱ اکتبر    |
| نقره | زهرا باقری | کوراش        | ۷۸- کیلوگرم زنان              | ۲ اکتبر    |
| نقره | احسان حدادی | دو و میدانی  | پرتاب دیسک مردان              | ۲ اکتبر    |
| نقره | امین کاویانی‌نژاد | کشتی         | ۷۷ کیلوگرم فرنگی              | ۴ اکتبر    |
| نقره | ناصر علیزاده | کشتی         | ۸۷ کیلوگرم فرنگی              | ۴ اکتبر    |
| نقره | ترانه احمدی | اسکیت        | اسکیت فری استایل زنان         | ۵ اکتبر    |
| نقره | رحمان عموزاد | کشتی         | ۶۵ کیلوگرم آزاد               | ۶ اکتبر    |
| نقره | مجتبی گلیج | کشتی         | ۹۷ کیلوگرم آزاد               | ۷ اکتبر    |
| نقره | فاضل اتراچالی امیرحسین بسطامی میلاد جباری محمدرضا کبودراهنگی رضا میرباقری علیرضا میرزائیان حمید میرزایی محمداسماعیل نبی‌بخش محمدکاظم ناصری محمدرضا شادلوی معین شفقی امیرمحمد ظفر دانش | کبدی         | تیمی مردان                    | ۷ اکتبر    |
| نقره | علی داوودی | وزنه برداری  | دسته فوق سنگین مردان          | ۷ اکتبر    |
| برنز | مرجان سلحشوری | تکواندو      | پومسه انفرادی زنان            | ۲۴ سپتامبر |
| برنز | فرانک پرتوآذر | دوچرخه‌سواری  | دوچرخه‌سواری کوهستان زنان      | ۲۵ سپتامبر |
| برنز | مبینا نعمت‌زاده | تکواندو      | ۴۹- کیلوگرم زنان              | ۲۵ سپتامبر |
| برنز | نیما عالمیان نوشاد عالمیان امیرحسین هدایی | تنیس روی میز | تیمی مردان                    | ۲۵ سپتامبر |
| برنز | محمد رهبری | شمشیربازی    | سابر مردان                    | ۲۵ سپتامبر |
| برنز | متین رضایی | تکواندو      | ۶۸ کیلوگرم مردان              | ۲۷ سپتامبر |
| برنز | مهران برخورداری | تکواندو      | ۸۰ کیلوگرم مردان              | ۲۷ سپتامبر |
| برنز | ملیکا میرحسینی | تکواندو      | ۶۷ کیلوگرم زنان               | ۲۷ سپتامبر |
| برنز | شهربانو منصوریان | ووشو         | ۶۰ کیلوگرم زنان               | ۲۷ سپتامبر |
| برنز | محمد رهبری محمد فتوحی علی پاکدامن فرزاد باهر ارسباران | شمشیربازی    | سابر تیمی مردان               | ۲۸ سپتامبر |
| برنز | هانیه رستمیان امیر جوهری‌خو | تیراندازی    | تپانچه بادی ۱۰ متر تیمی مختلط | ۳۰ سپتامبر |
| برنز | نیما عالمیان نوشاد عالمیان | تنیس روی میز | تیمی مردان                    | ۱ اکتبر    |
| برنز | سپهر ساعتچی پیمان قویدل | کانو و کایاک | کایاک دونفره ۵۰۰ متر مردان    | ۲ اکتبر    |
| برنز | عادل مجللی کیا اسکندانی | کانو و کایاک | کانوی دونفره ۵۰۰ متر مردان    | ۲ اکتبر    |
| برنز | ملیکا امیدوند | کوراش        | ۷۸- کیلوگرم زنان              | ۲ اکتبر    |
| برنز | هدیه کاظمی | کانو و کایاک | کایاک ۱ نفره ۵۰۰ متر          | ۳ اکتبر    |
| برنز | دانیال سهرابی | کشتی         | ۶۷ کیلوگرم فرنگی              | ۴ اکتبر    |
| برنز | رؤیا داودیان سعیده جعفری صدیقه جعفری زهرا کریمی غزال خلج فاطمه خدابنده‌لو فاطمه منصوری راحله نادری محدثه رجب‌لو محبوبه سنچولی مریم سلگی فریده ظریف‌دوست                                 | کبدی         | تیمی زنان                     | ۶ اکتبر    |
| برنز | فاطمه سعادتی | کاراته       | -۵۵ کیلوگرم                   | ۷ اکتبر    |
| برنز | سارا بهمنیار | کاراته       | -۵۰ کیلوگرم                   | ۸ اکتبر    |

| مدال‌ها بر پایه ورزش | مدال‌ها بر پایه ورزش | مدال‌ها بر پایه ورزش | مدال‌ها بر پایه ورزش | مدال‌ها بر پایه ورزش |
| ------------------- | ------------------- | ------------------- | ------------------- | ------------------- |
| ورزش                | 1                   | 2                   | 3                   | مجموع               |
| کشتی                | ۵                   | ۴                   | ۱                   | ۱۰                  |
| ووشو                | ۲                   | ۴                   | ۱                   | ۷                   |
| کوراش               | ۱                   | ۳                   | ۱                   | ۵                   |
| دو و میدانی         | ۱                   | ۱                   | ۰                   | ۲                   |
| کاراته              | ۱                   | ۰                   | ۲                   | ۳                   |
| والیبال             | ۱                   | ۰                   | ۰                   | ۱                   |
| سنگ نوردی           | ۱                   | ۰                   | ۰                   | ۱                   |
| شطرنج               | ۱                   | ۰                   | ۰                   | ۱                   |
| تکواندو             | ۰                   | ۳                   | ۵                   | ۸                   |
| روئینگ              | ۰                   | ۲                   | ۰                   | ۲                   |
| کانو و کایاک        | ۰                   | ۰                   | ۳                   | ۳                   |
| ژیمناستیک           | ۰                   | ۱                   | ۰                   | ۱                   |
| شمشیربازی           | ۰                   | ۰                   | ۲                   | ۲                   |
| تنیس روی میز        | ۰                   | ۰                   | ۲                   | ۲                   |
| تیراندازی           | ۰                   | ۰                   | ۱                   | ۱                   |
| دوچرخه‌سواری         | ۰                   | ۰                   | ۱                   | ۲                   |
| کبدی                | ۰                   | ۱                   | ۱                   | ۱                   |
| اسکیت               | ۰                   | ۱                   | ۰                   | ۱                   |
| وزنه برداری         | ۰                   | ۱                   | ۰                   | ۱                   |
| مجموع               | ۱۳                  | ۲۱                  | ۲۰                  | ۵۴                  |

| بر پایه تاریخ | بر پایه تاریخ | بر پایه تاریخ | بر پایه تاریخ | بر پایه تاریخ | بر پایه تاریخ |
| ------------- | ------------- | ------------- | ------------- | ------------- | ------------- |
| روز           | تاریخ         | 1             | 2             | 3             | مجموع         |
| روز ۱         | ۲۴ سپتامبر    | ۰             | ۱             | ۱             | ۲             |
| روز ۲         | ۲۵ سپتامبر    | ۰             | ۲             | ۴             | ۶             |
| روز ۳         | ۲۶ سپتامبر    | ۱             | ۱             | ۰             | ۲             |
| روز ۴         | ۲۷ سپتامبر    | ۰             | ۱             | ۴             | ۵             |
| روز ۵         | ۲۸ سپتامبر    | ۲             | ۴             | ۱             | ۷             |
| روز ۶         | ۲۹ سپتامبر    | ۰             | ۱             | ۰             | ۱             |
| روز ۷         | ۳۰ سپتامبر    | ۰             | ۱             | ۱             | ۲             |
| روز ۸         | ۱ اکتبر       | ۰             | ۱             | ۱             | ۲             |
| روز ۹         | ۲ اکتبر       | ۲             | ۲             | ۳             | ۷             |
| روز ۱۰        | ۳ اکتبر       | ۱             | ۰             | ۱             | ۲             |
| روز ۱۱        | ۴ اکتبر       | ۰             | ۲             | ۱             | ۳             |
| روز ۱۲        | ۵ اکتبر       | ۲             | ۱             | ۰             | ۳             |
| روز ۱۳        | ۶ اکتبر       | ۱             | ۱             | ۱             | ۳             |
| روز ۱۴        | ۷ اکتبر       | ۴             | ۳             | ۱             | ۸             |
| روز ۱۵        | ۸ اکتبر       | ۰             | ۰             | ۱             | ۱             |
| مجموع         | مجموع         | ۱۳            | ۲۱            | ۲۰            | ۵۴            |

| مدال‌ها برحسب جنسیت | مدال‌ها برحسب جنسیت | مدال‌ها برحسب جنسیت | مدال‌ها برحسب جنسیت | مدال‌ها برحسب جنسیت | مدال‌ها برحسب جنسیت |
| جنس                | 1                  | 2                  | 3                  | مجموع              | درصد               |
| ------------------ | ------------------ | ------------------ | ------------------ | ------------------ | ------------------ |
| مردان              | ۱۳                 | ۱۴                 | ۹                  | ۳۶                 | ۶۶٫۷٪              |
| زنان               | ۰                  | ۷                  | ۱۰                 | ۱۷                 | ۲۹٫۶٪              |
| ترکیبی             | ۰                  | ۰                  | ۱                  | ۱                  | ۱٫۸۵٪              |
| مجموع              | ۱۳                 | ۲۱                 | ۲۰                 | ۵۴                 | ۱۰۰٪               |

## نتایج بر پایه رویداد

### ورزش‌های آبی

#### شیرجه
مردان
| ورزشکار        | رویداد          | مقدماتی | مقدماتی | فینال      | فینال      |
| ورزشکار        | رویداد          | امتیاز  | رتبه    | امتیاز     | رتبه       |
| -------------- | --------------- | ------- | ------- | ---------- | ---------- |
| سید محمد مقدسی | تخته فنری ۱ متر |         |         | ۲۳۰٫۸۰     | ۱۱         |
| سید محمد مقدسی | تخته فنری ۳ متر | ۲۶۲٫۸۵  | ۱۴      | حضور نداشت | حضور نداشت |
| سید محمد مقدسی | سکو ۱۰ متر      | ۲۵۰٫۸۰  | ۱۰ Q    | ۲۸۰٫۹۰     | ۱۰         |

#### شنا
مردان
| ورزشکار      | رویداد                | گروه    | گروه | فینال      | فینال      |
| ورزشکار      | رویداد                | زمان    | رتبه | زمان       | رتبه       |
| ------------ | --------------------- | ------- | ---- | ---------- | ---------- |
| هومر عباسی   | ۵۰ متر کرال پشت       | ۲۶٫۳۲   | ۱۵   | حضور نداشت | حضور نداشت |
| هومر عباسی   | ۱۰۰ متر کرال پشت      | ۵۸٫۲۰   | ۱۸   | حضور نداشت | حضور نداشت |
| سامیار عبدلی | ۵۰ متر آزاد           | ۲۲٫۸۰   | ۱۰   | حضور نداشت | حضور نداشت |
| سامیار عبدلی | ۱۰۰ متر آزاد          | ۵۰٫۹۲   | ۱۶   | حضور نداشت | حضور نداشت |
| مهرشاد افقری | ۵۰ متر پروانه         | ۲۴٫۶۷   | ۱۹   | حضور نداشت | حضور نداشت |
| مهرشاد افقری | ۱۰۰ متر پروانه        | ۵۴٫۰۷   | ۱۳   | حضور نداشت | حضور نداشت |
| متین سهران   | ۵۰ متر آزاد           | ۲۳٫۴۷   | ۱۵   | حضور نداشت | حضور نداشت |
| متین سهران   | ۲۰۰ متر آزاد          | ۱:۵۳٫۵۷ | ۲۰   | حضور نداشت | حضور نداشت |
| متین سهران   | ۲۰۰ متر مختلط انفرادی | ۲:۰۵٫۸۷ | ۱۴   | حضور نداشت | حضور نداشت |

#### واترپلو
4مردان
| فهرست بازیکنان | مرحله مقدماتی      | مرحله مقدماتی | یک چهارم نهایی   | نیمه نهایی     | فینال/مدال برنز | رتبه |
| فهرست بازیکنان | گروه A             | رتبه          | یک چهارم نهایی   | نیمه نهایی     | فینال/مدال برنز | رتبه |
| --- | ------------------ | ------------- | ---------------- | -------------- | --------------- | ---- |
| ارشیا الماسی امیررضا جلیل‌پور امیرعطا خزایی پیمان اسدی مهدی دایی تقی مهدی برزگری مهدی یزدان‌خواه امیرحسین رهبر امین قویدل علیرضا مهری سهیل رستمیان خشایار قره‌ضیاءالدینی حامد کریمی سرمربی: مهدی پنام‌تاش | کرهٔ جنوبی · W ۴–۱۵ | ۲ Q           | سنگاپور · W ۶–۱۳ | ژاپن · L ۱۸–۱۱ | قزاقستان        | ۴    |
| ارشیا الماسی امیررضا جلیل‌پور امیرعطا خزایی پیمان اسدی مهدی دایی تقی مهدی برزگری مهدی یزدان‌خواه امیرحسین رهبر امین قویدل علیرضا مهری سهیل رستمیان خشایار قره‌ضیاءالدینی حامد کریمی سرمربی: مهدی پنام‌تاش | تایلند · W ۷–۲۶    | ۲ Q           | سنگاپور · W ۶–۱۳ | ژاپن · L ۱۸–۱۱ | قزاقستان        | ۴    |
| ارشیا الماسی امیررضا جلیل‌پور امیرعطا خزایی پیمان اسدی مهدی دایی تقی مهدی برزگری مهدی یزدان‌خواه امیرحسین رهبر امین قویدل علیرضا مهری سهیل رستمیان خشایار قره‌ضیاءالدینی حامد کریمی سرمربی: مهدی پنام‌تاش | چین · L ۱۵–۷       | ۲ Q           | سنگاپور · W ۶–۱۳ | ژاپن · L ۱۸–۱۱ | قزاقستان        | ۴    |

### تیراندازی با کمان
مردان
| ورزشکار                                    | رویداد          | Ranking round | Ranking round | یک ۳۲ نهایی | یک ۱۶ نهایی | یک‌هشتم نهایی | یک چهارم نهایی | نیمه نهایی | فینال / مدال برنز | رتبه |
| ورزشکار                                    | رویداد          | امتیاز        | رتبه          | یک ۳۲ نهایی | یک ۱۶ نهایی | یک‌هشتم نهایی | یک چهارم نهایی | نیمه نهایی | فینال / مدال برنز | رتبه |
| ------------------------------------------ | --------------- | ------------- | ------------- | ----------- | ----------- | ------------ | -------------- | ---------- | ----------------- | ---- |
| صادق اشرفی                                 | ریکرو انفرادی   | ۶۶۲           | ۲۱            | حضور نداشت  | حضور نداشت  | حضور نداشت   | حضور نداشت     | حضور نداشت | حضور نداشت        |      |
| محمدحسین گلشنی                             | ریکرو انفرادی   | ۶۶۹           | ۱۴            | ۶-۰         | حضور نداشت  | حضور نداشت   | حضور نداشت     | حضور نداشت | حضور نداشت        |      |
| رضا شبانی                                  | ریکرو انفرادی   | ۶۷۷           | ۵             | ۰-۶         | ۶-۲         | حضور نداشت   | حضور نداشت     | حضور نداشت | حضور نداشت        |      |
| آرمین پاکزاد                               | کامپوند انفرادی | ۶۹۸           | ۱۵            | ۱۴۶-۱۴۵     | حضور نداشت  | حضور نداشت   | حضور نداشت     | حضور نداشت | حضور نداشت        |      |
| محمدصالح پالیزبان                          | کامپوند انفرادی | ۷۰۵           | ۶             | ۱۴۲-۱۴۵     | ۱۴۸-۱۴۶     | حضور نداشت   | حضور نداشت     | حضور نداشت | حضور نداشت        |      |
| میلاد رشیدی                                | کامپوند انفرادی | ۶۹۲           | ۲۵            | حضور نداشت  | حضور نداشت  | حضور نداشت   | حضور نداشت     | حضور نداشت | حضور نداشت        |      |
| صادق اشرفی محمدحسین گلشنی رضا شبانی        | ریکرو تیمی      |               |               |             |             | ۰-۶          | ۶-۲            | حضور نداشت | حضور نداشت        |      |
| آرمین پاکزاد محمدصالح پالیزبان میلاد رشیدی | کامپوند تیمی    |               |               |             |             | ۲۲۳-۲۳۱      | ۲۲۷-۲۲۱        | حضور نداشت | حضور نداشت        |      |

زنان
| ورزشکار                              | رویداد          | Ranking round | Ranking round | یک ۳۲ نهایی | یک ۱۶ نهایی | یک‌هشتم نهایی | یک چهارم نهایی | نیمه نهایی | فینال / مدال برنز | رتبه |
| ورزشکار                              | رویداد          | امتیاز        | رتبه          | یک ۳۲ نهایی | یک ۱۶ نهایی | یک‌هشتم نهایی | یک چهارم نهایی | نیمه نهایی | فینال / مدال برنز | رتبه |
| ------------------------------------ | --------------- | ------------- | ------------- | ----------- | ----------- | ------------ | -------------- | ---------- | ----------------- | ---- |
| مبینا فلاح                           | ریکرو انفرادی   | ۶۱۸           | ۳۸            | ۴-۶         | ۷-۱         | حضور نداشت   | حضور نداشت     | حضور نداشت | حضور نداشت        |      |
| زهرا نعمتی                           | ریکرو انفرادی   | ۶۱۶           | ۴۰            | حضور نداشت  | حضور نداشت  | حضور نداشت   | حضور نداشت     | حضور نداشت | حضور نداشت        |      |
| یسنا پورماهانی                       | ریکرو انفرادی   | ۶۱۷           | ۳۹            | ۴-۶         | ۶-۵         | حضور نداشت   | حضور نداشت     | حضور نداشت | حضور نداشت        |      |
| گیسا بایبوردی                        | کامپوند انفرادی | ۶۸۶           | ۱۴            | ۱۳۸-۱۳۸     | ۱۴۴-۱۴۴     | ۱۴۸-۱۴۴      | حضور نداشت     | حضور نداشت | حضور نداشت        |      |
| مبینا فلاح زهرا نعمتی یسنا پورماهانی | ریکرو تیمی      |               |               |             |             | ۳-۵          | ۶-۲            | حضور نداشت | حضور نداشت        |      |

مختلط
| ورزشکار                         | رویداد        | Ranking round | Ranking round | یک ۳۲ نهایی | یک ۱۶ نهایی | یک‌هشتم نهایی | یک چهارم نهایی | نیمه نهایی | فینال / مدال برنز | رتبه |
| ورزشکار                         | رویداد        | امتیاز        | رتبه          | یک ۳۲ نهایی | یک ۱۶ نهایی | یک‌هشتم نهایی | یک چهارم نهایی | نیمه نهایی | فینال / مدال برنز | رتبه |
| ------------------------------- | ------------- | ------------- | ------------- | ----------- | ----------- | ------------ | -------------- | ---------- | ----------------- | ---- |
| گیسا بایبوردی محمدصالح پالیزبان | کامپوند مختلط | ۱۳۹۱          | ۵             | ۱۴۸         | حضور نداشت  | حضور نداشت   | حضور نداشت     | حضور نداشت | حضور نداشت        |      |
| مبینا فلاح رضا شبانی            | ریکرو مختلط   | ۱۲۹۵          | ۱۰            |             |             | ۴-۵          | ۰-۶            | ۶-۰        | ۶-۲               | ۴    |

### دو و میدانی
مردان
| ورزشکار      | رویداد           | مرحله ۱ | مرحله ۱ | مرحله ۱ | نیمه نهایی | نیمه نهایی | نیمه نهایی | فینال      | فینال      | رتبه |
| ورزشکار      | رویداد           | گروه    | زمان    | رتبه    | گروه       | زمان       | رتبه       | زمان       | رتبه       | رتبه |
| ------------ | ---------------- | ------- | ------- | ------- | ---------- | ---------- | ---------- | ---------- | ---------- | ---- |
| حسن تفتیان   | ۱۰۰ متر          | ۳       | ۱۰٫۴۲   | ۲ Q     | ۳          | ۱۰٫۱۳      | ۱ Q        | ۱۰٫۱۴      | ۴          | ۴    |
| حسین کیهانی  | ۵۰۰۰ متر         | استراحت | استراحت | استراحت | استراحت    | استراحت    | استراحت    | DNS        | DNS        | —    |
| حسین کیهانی  | ۳۰۰۰ متر با مانع |         |         |         |            |            |            | ۸:۴۵٫۹۸    | ۷          | ۷    |
| مهدی پیرجهان | ۴۰۰ متر با مانع  | ۲       | ۵۰٫۹۵   | ۵       | حضور نداشت | حضور نداشت | حضور نداشت | حضور نداشت | حضور نداشت |      |

| ورزشکار     | رویداد     | نتیجه | رتبه |
| ----------- | ---------- | ----- | ---- |
| مهدی صابری  | پرتاب وزنه | ۱۹٫۴۱ | ۵    |
| حسین رسولی  | پرتاب دیسک | ۶۲٫۰۴ | 1    |
| احسان حدادی | پرتاب دیسک | ۶۱٫۸۲ | 2    |

زنان
| ورزشکار           | رویداد  | مرحله ۱    | مرحله ۱    | مرحله ۱    | فینال      | فینال      | رتبه |
| ورزشکار           | رویداد  | گروه       | زمان       | رتبه       | زمان       | رتبه       | رتبه |
| ----------------- | ------- | ---------- | ---------- | ---------- | ---------- | ---------- | ---- |
| فرزانه فصیحی      | ۱۰۰ متر | ۲          | ۱۱٫۷۰      | ۴          | حضور نداشت | حضور نداشت |      |
| حمیده اسماعیل‌نژاد | ۱۰۰ متر | ۳          | ۱۱٫۵۷      | ۲ Q        | ۱۱٫۵۴      | ۷          | ۷    |
| حمیده اسماعیل‌نژاد | ۲۰۰ متر | حضور نیافت | حضور نیافت | حضور نیافت | حضور نیافت | حضور نیافت |      |

### بدمینتون
مردان
| ورزشکار   | رویداد  | یک ۳۲ نهایی       | یک ۱۶ نهایی | یک‌هشتم نهایی | یک چهارم نهایی | نیمه نهایی | فینال      | رتبه |
| --------- | ------- | ----------------- | ----------- | ------------ | -------------- | ---------- | ---------- | ---- |
| علی حیاتی | انفرادی | Sok (CAM) · L 0–2 | حضور نداشت  | حضور نداشت   | حضور نداشت     | حضور نداشت | حضور نداشت |      |

زنان
| ورزشکار      | رویداد  | یک ۳۲ نهایی                | یک ۱۶ نهایی | یک‌هشتم نهایی | یک چهارم نهایی | نیمه نهایی | فینال      | رتبه |
| ------------ | ------- | -------------------------- | ----------- | ------------ | -------------- | ---------- | ---------- | ---- |
| یگانه کرمانی | انفرادی | Abdul Razzaq (MDV) · L 1–2 | حضور نداشت  | حضور نداشت   | حضور نداشت     | حضور نداشت | حضور نداشت |      |

### بسکتبال

#### 3x3
| فهرست بازیکنان                                                                      | گروهی               | گروهی | یک هشتم نهایی  | یک چهارم نهایی     | نیمه نهایی | فینال      | رتبه |
| فهرست بازیکنان                                                                      | گروه B              | رتبه  | یک هشتم نهایی  | یک چهارم نهایی     | نیمه نهایی | فینال      | رتبه |
| ----------------------------------------------------------------------------------- | ------------------- | ----- | -------------- | ------------------ | ---------- | ---------- | ---- |
| احسان دلیر امیرحسین یازرلو محمدمهدی رحیمی علیرضا شریفی سرمربی: لوکا رامیرز دکاروالو | کرهٔ جنوبی · L ۱۲-۲۱ | ۲ Q   | هند · W 19 –17 | مغولستان · L 15-16 | حضور نداشت | حضور نداشت | ۹    |
| احسان دلیر امیرحسین یازرلو محمدمهدی رحیمی علیرضا شریفی سرمربی: لوکا رامیرز دکاروالو | مالدیو · W ۲۲–۶     | ۲ Q   | هند · W 19 –17 | مغولستان · L 15-16 | حضور نداشت | حضور نداشت | ۹    |
| احسان دلیر امیرحسین یازرلو محمدمهدی رحیمی علیرضا شریفی سرمربی: لوکا رامیرز دکاروالو | ژاپن · W ۲۲–۱۳      | ۲ Q   | هند · W 19 –17 | مغولستان · L 15-16 | حضور نداشت | حضور نداشت | ۹    |
| احسان دلیر امیرحسین یازرلو محمدمهدی رحیمی علیرضا شریفی سرمربی: لوکا رامیرز دکاروالو | ترکمنستان · W ۱۹-۱۳ | ۲ Q   | هند · W 19 –17 | مغولستان · L 15-16 | حضور نداشت | حضور نداشت | ۹    |

#### 5x5
| فهرست بازیکنان | گروهی                       | گروهی | یک چهارم نهایی    | رده‌بندی پنجم/هشتم   | رده‌بندی پنجم/ششم        | رتبه |
| فهرست بازیکنان | گروه B                      | رتبه  | یک چهارم نهایی    | رده‌بندی پنجم/هشتم   | رده‌بندی پنجم/ششم        | رتبه |
| --- | --------------------------- | ----- | ----------------- | ------------------- | ----------------------- | ---- |
| میثم میرزایی سجاد مشایخی محمد ترابی بهنام یخچالی محمدسینا واحدی متین آقاجانپور محمد امینی پیتر گریگوریان حسن علی‌اکبری نوید رضایی‌فر ارسلان کاظمی سجاد پذیرفته سرمربی: هاکان دمیر | امارات متحدهٔ عربی · W 81-57 | 1 Q   | فیلیپین · L 83–84 | کرهٔ جنوبی · W 89–82 | عربستان سعودی · W 92-60 | ۵    |
| میثم میرزایی سجاد مشایخی محمد ترابی بهنام یخچالی محمدسینا واحدی متین آقاجانپور محمد امینی پیتر گریگوریان حسن علی‌اکبری نوید رضایی‌فر ارسلان کاظمی سجاد پذیرفته سرمربی: هاکان دمیر | عربستان سعودی · W 81-66     | 1 Q   | فیلیپین · L 83–84 | کرهٔ جنوبی · W 89–82 | عربستان سعودی · W 92-60 | ۵    |
| میثم میرزایی سجاد مشایخی محمد ترابی بهنام یخچالی محمدسینا واحدی متین آقاجانپور محمد امینی پیتر گریگوریان حسن علی‌اکبری نوید رضایی‌فر ارسلان کاظمی سجاد پذیرفته سرمربی: هاکان دمیر | قزاقستان · W 86–60          | 1 Q   | فیلیپین · L 83–84 | کرهٔ جنوبی · W 89–82 | عربستان سعودی · W 92-60 | ۵    |

### بوکس
مردان
| ورزشکار        | رویداد       | یک ۱۶ نهایی           | یک‌هشتم نهایی               | یک چهارم نهایی            | نیمه نهایی | فینال      | رتبه |
| -------------- | ------------ | --------------------- | -------------------------- | ------------------------- | ---------- | ---------- | ---- |
| دانیال شه‌بخش   | ۵۷ کیلوگرم   | Ping (CHN) · L 0-5    | حضور نداشت                 | حضور نداشت                | حضور نداشت | حضور نداشت |      |
| علی حبیبی‌نژاد  | ۶۳٫۵ کیلوگرم | Sinsiri (THA) · L 0-5 | حضور نداشت                 | حضور نداشت                | حضور نداشت | حضور نداشت |      |
| شاهین موسوی    | ۸۰ کیلوگرم   | Bye                   | Negmatulloev (TJK) · L 1–4 | حضور نداشت                | حضور نداشت | حضور نداشت |      |
| طوفان شریفی    | ۹۲ کیلوگرم   |                       | Alhindawi (JOR) · W 4-1    | Togambay (KAZ) · L 0–5 KO | حضور نداشت | حضور نداشت | ۵    |
| ایمان رمضانپور | ۹۲+ کیلوگرم  |                       | Tae-ung (KOR) · W DSQ      | Narender (IND) · L 0–5    | حضور نداشت | حضور نداشت | ۵    |

### کانو و کایاک

#### اسلالوم
زنان
| ورزشکار        | رویداد       | گروه    | گروه    | گروه   | گروه | نیمه نهایی | نیمه نهایی | فینال  | فینال |
| ورزشکار        | رویداد       | 1st run | 2nd run | بهترین | رتبه | زمان       | رتبه       | زمان   | رتبه  |
| -------------- | ------------ | ------- | ------- | ------ | ---- | ---------- | ---------- | ------ | ----- |
| رکسانا رازقیان | کایاک ۱ نفره | ۱۱۴٫۵۲  | ۱۱۳٫۷۷  |        | Q    | ۱۲۹٫۸۶     | ۵          | ۱۲۷٫۸۳ | ۴     |

#### اسپرینت
مردان
| ورزشکار                                            | رویداد                | گروه | گروه     | گروه | نیمه نهایی | نیمه نهایی | فینال    | فینال | رتبه |
| ورزشکار                                            | رویداد                | گروه | زمان     | رتبه | زمان       | رتبه       | زمان     | رتبه  | رتبه |
| -------------------------------------------------- | --------------------- | ---- | -------- | ---- | ---------- | ---------- | -------- | ----- | ---- |
| محمدنبی رضایی                                      | کانو ۱ نفره ۱۰۰۰ متر  | ۱    | ۴:۰۲٫۴۶۳ | ۲ QF | Bye        | Bye        | ۴:۱۹٫۳۲۸ | ۴     | ۴    |
| کیا اسکندانی عادل مجللی                            | کانو ۲ نفره ۵۰۰ متر   | ۱    | ۱:۵۳٫۰۹۶ | ۲ QF | Bye        | Bye        | ۱:۵۰٫۴۸۶ | ۳     | 3    |
| کیا اسکندانی محمدنبی رضایی                         | کانو ۲ نفره ۱۰۰۰ متر  |      |          |      |            |            | ۳:۵۵٫۳۰۱ | ۴     | ۴    |
| علی آقامیرزایی                                     | کایاک ۱ نفره ۱۰۰۰ متر | ۲    | ۳:۴۹٫۶۰۳ | ۱ QF | Bye        | Bye        | ۳:۳۵٫۲۵۵ | ۴     | ۴    |
| پیمان قویدل سپهر ساعتچی                            | کایاک ۲ نفره ۵۰۰ متر  | ۱    | ۱:۳۸٫۰۰۳ | ۱ QF | Bye        | Bye        | ۱:۳۹٫۲۹۱ | ۳     | 3    |
| علی آقامیرزایی پیمان قویدل سپهر ساعتچی پوریا شریفی | کایاک ۴ نفره ۵۰۰ متر  | ۱    | ۱:۲۶٫۲۲۰ | ۲ QF | Bye        | Bye        | ۱:۲۶٫۴۸۰ | ۴     | ۴    |

زنان
| ورزشکار                                               | رویداد               | گروه | گروه     | گروه | نیمه نهایی | نیمه نهایی | فینال    | فینال | رتبه |
| ورزشکار                                               | رویداد               | گروه | زمان     | رتبه | زمان       | رتبه       | زمان     | رتبه  | رتبه |
| ----------------------------------------------------- | -------------------- | ---- | -------- | ---- | ---------- | ---------- | -------- | ----- | ---- |
| هیوا افضلی                                            | کانو ۱ نفره ۲۰۰ متر  | ۲    | ۵۵٫۲۷۸   | ۵ SF | ۵۲٫۶۲۳     | ۲ QF       | ۴۹٫۸۹۸   | ۶     | ۶    |
| هیوا افضلی هدیه کاظمی                                 | کانو ۲ نفره ۲۰۰ متر  |      |          |      |            |            | ۴۸٫۸۵۰   | ۵     | ۵    |
| هیوا افضلی مائده شورگشتی                              | کانو ۲ نفره ۵۰۰ متر  |      |          |      |            |            | ۲:۱۲٫۰۴۱ | ۷     | ۷    |
| هدیه کاظمی                                            | کایاک ۱ نفره ۵۰۰ متر | ۱    | ۲:۰۹٫۰۵۴ | ۳ QF | Bye        | Bye        | ۲:۰۰٫۶۳۵ | ۳     | 3    |
| هدیه کاظمی الناز شفیعیان                              | کایاک ۲ نفره ۵۰۰ متر | ۱    | ۱:۵۶٫۳۷۹ | ۳ QF | Bye        | Bye        | ۱:۵۷٫۸۲۶ | ۵     | ۵    |
| کیانا کمال‌زاده نرجس کارگرپور هدیه کاظمی الناز شفیعیان | کایاک ۴ نفره ۵۰۰ متر |      |          |      |            |            | ۱:۴۶٫۹۴۲ | ۵     | ۵    |

### دوچرخه‌سواری

#### جاده
مردان
| ورزشکار  | رویداد     | زمان    | رتبه |
| -------- | ---------- | ------- | ---- |
| علی لبیب | رقابت جاده | ۴:۳۱:۱۱ | ۴    |

#### پیست
مردان
| ورزشکار  | رویداد  | Scratch race | Tempo race | Elim. race | Points race | مجموع | رتبه |
| -------- | ------- | ------------ | ---------- | ---------- | ----------- | ----- | ---- |
| علی لبیب | اومنیوم | ۲۲           | ۳۰         | ۳۰         | ۴۳          | ۱۲۵   | ۴    |

#### کوهستان
زنان
| ورزشکار       | رویداد      | زمان    | رتبه |
| ------------- | ----------- | ------- | ---- |
| فرانک پرتوآذر | کراس کانتری | ۱:۴۲:۴۴ | 3    |

### سوارکاری
| ورزشکار         | اسب                      | رویداد      | Qualifier Round 1 | Qualifier Round 1 | Qualifier Round 2 | Qualifier Round 2 | فینال - مرحله ۱ | فینال - مرحله ۱ | فینال - مرحله ۲ | فینال - مرحله ۲ |
| ورزشکار         | اسب                      | رویداد      | امتیاز            | رتبه              | امتیاز            | رتبه              | امتیاز          | رتبه            | امتیاز          | رتبه            |
| --------------- | ------------------------ | ----------- | ----------------- | ----------------- | ----------------- | ----------------- | --------------- | --------------- | --------------- | --------------- |
| امید غریبی      | KABISTO                  | انفرادی پرش | ۷۶٫۳۳             | ۴۴                | ۷۷٫۹۶             | ۴۳                | ۸۴٫۰۸           | ۲۹              | ۸۶٫۹۶           | ۲۱              |
| نغمه خانجانی    | TAKE A CHANCE VANDE BRAE | انفرادی پرش | ۷۶٫۹۴             | ۳۰                | ۷۶٫۶۶             | ۲۶                | ۸۱٫۵۳           | ۱               | ۸۱٫۹۲           | ۱۳              |
| دانیال محزون    |                          | انفرادی پرش | حضور نداشت        | حضور نداشت        | حضور نداشت        | حضور نداشت        | حضور نداشت      | حضور نداشت      | حضور نداشت      | حضور نداشت      |
| مسعود مکاری‌نژاد | GRINGO                   | انفرادی پرش | ۷۶٫۸۵             | ۴                 | ۷۷٫۴۴             | ۲۰                | ۸۴٫۳۸           | ۳۴              | حضور نداشت      |                 |

| ورزشکار                                 | رویداد   | مرحله ۱ | مرحله ۱ | فینال - مرحله ۲ | فینال - مرحله ۲ |
| ورزشکار                                 | رویداد   | امتیاز  | رتبه    | امتیاز          | رتبه            |
| --------------------------------------- | -------- | ------- | ------- | --------------- | --------------- |
| امید غریبی نغمه خانجانی مسعود مکاری‌نژاد | تیمی پرش | ۲۳۰٫۱۲  | ۱۰      | ۲۳۲٫۰۶          | ۱۱              |

### شمشیربازی
مردان
| ورزشکار                                               | رویداد       | مقدماتی                  | مقدماتی | یک ۱۶ نهایی | یک‌ هشتم نهایی          | یک چهارم نهایی      | نیمه نهایی         | فینال      | رتبه |
| ورزشکار                                               | رویداد       | گروه                     | رتبه    | یک ۱۶ نهایی | یک‌ هشتم نهایی          | یک چهارم نهایی      | نیمه نهایی         | فینال      | رتبه |
| ----------------------------------------------------- | ------------ | ------------------------ | ------- | ----------- | ---------------------- | ------------------- | ------------------ | ---------- | ---- |
| علی پاکدامن                                           | سابر انفرادی | Mamutov (UZB) · W 5–4    | ۷ Q     | Bye         | Shen (CHN) · L 8–15    | حضور نداشت          | حضور نداشت         | حضور نداشت | ۱۰   |
| علی پاکدامن                                           | سابر انفرادی | Almutairi (KSA) · L 2–5  | ۷ Q     | Bye         | Shen (CHN) · L 8–15    | حضور نداشت          | حضور نداشت         | حضور نداشت | ۱۰   |
| علی پاکدامن                                           | سابر انفرادی | Low (HKG) · W 5–3        | ۷ Q     | Bye         | Shen (CHN) · L 8–15    | حضور نداشت          | حضور نداشت         | حضور نداشت | ۱۰   |
| علی پاکدامن                                           | سابر انفرادی | Sarkissyan (KAZ) · W 5–2 | ۷ Q     | Bye         | Shen (CHN) · L 8–15    | حضور نداشت          | حضور نداشت         | حضور نداشت | ۱۰   |
| علی پاکدامن                                           | سابر انفرادی | Yonjan (NEP) · W 5-1     | ۷ Q     | Bye         | Shen (CHN) · L 8–15    | حضور نداشت          | حضور نداشت         | حضور نداشت | ۱۰   |
| محمد رهبری                                            | سابر انفرادی | گو بون-گیل (KOR) · L 0-5 | ۵ Q     | Bye         | Yoshida (JPN) · W 15-9 | Yan (CHN) · W 15-12 | Oh (KOR) · L 11-15 | حضور نداشت | 3    |
| محمد رهبری                                            | سابر انفرادی | Aymuratov (UZB) · W 5-4  | ۵ Q     | Bye         | Yoshida (JPN) · W 15-9 | Yan (CHN) · W 15-12 | Oh (KOR) · L 11-15 | حضور نداشت | 3    |
| محمد رهبری                                            | سابر انفرادی | Srinualnad (THA) · W 5–2 | ۵ Q     | Bye         | Yoshida (JPN) · W 15-9 | Yan (CHN) · W 15-12 | Oh (KOR) · L 11-15 | حضور نداشت | 3    |
| محمد رهبری                                            | سابر انفرادی | Vu (VIE) · W 5–4         | ۵ Q     | Bye         | Yoshida (JPN) · W 15-9 | Yan (CHN) · W 15-12 | Oh (KOR) · L 11-15 | حضور نداشت | 3    |
| محمد رهبری                                            | سابر انفرادی | Tahla (JOR) · W 5-1      | ۵ Q     | Bye         | Yoshida (JPN) · W 15-9 | Yan (CHN) · W 15-12 | Oh (KOR) · L 11-15 | حضور نداشت | 3    |
| محمد رهبری                                            | سابر انفرادی | Alamr (KSA) · W 5-2      | ۵ Q     | Bye         | Yoshida (JPN) · W 15-9 | Yan (CHN) · W 15-12 | Oh (KOR) · L 11-15 | حضور نداشت | 3    |
| علی پاکدامن محمد رهبری فرزاد باهر ارسباران محمد فتوحی | سابر تیمی    |                          |         |             |                        | هنگ کنگ · W 45–39   | چین · L 41–45      | حضور نداشت | 3    |

### فوتبال
نتایج

Key:
- A.E.T – وقت اضافه.
- P – Match decided by penalty-shootout.

| تیم                       | رویداد        | مرحله گروهی           | مرحله گروهی    | مرحله گروهی      | مرحله گروهی | مرحله ۱۶ نهایی | یک چهارم          | نیمه نهایی | فینال / BM | فینال / BM |
| تیم                       | رویداد        | رقیب نتیجه            | رقیب نتیجه     | رقیب نتیجه       | رتبه        | رقیب نتیجه     | رقیب نتیجه        | رقیب نتیجه | رقیب نتیجه | رتبه       |
| ------------------------- | ------------- | --------------------- | -------------- | ---------------- | ----------- | -------------- | ----------------- | ---------- | ---------- | ---------- |
| تیم ملی فوتبال امید ایران | مسابقات مردان | عربستان سعودی · D 0-0 | ویتنام · W 4-0 | مغولستان · W 3-0 | ۱ Q         | تایلند · W 2–0 | هنگ کنگ · L 0 – 1 | حضور نداشت | حضور نداشت | ۶          |

مسابقات مردان
Iran will join in group B at the men's football event.
ترکیب
| ۰#۰ | پست       | بازیکن                    | تاریخ تولد (سن)         | باشگاه                       |
| --- | --------- | ------------------------- | ----------------------- | ---------------------------- |
| 1   | دروازه‌بان | سید حسین حسینی* (کاپیتان) | ۳۰ ژوئن ۱۹۹۲ ‏(۳۲ سال)   | باشگاه فوتبال استقلال تهران  |
| 2   | مدافع     | سامان تورانیان            | ۱۲ دسامبر ۲۰۰۱ ‏(۲۳ سال) | باشگاه فوتبال استقلال تهران  |
| 3   | مدافع     | حسین گودرزی               | ۴ مهٔ ۲۰۰۱ ‏(۲۳ سال)      | باشگاه فوتبال شمس‌آذر         |
| 4   | مدافع     | سامان فلاح                | ۱۲ مهٔ ۲۰۰۱ ‏(۲۳ سال)     | باشگاه فوتبال گل‌گهر سیرجان   |
| 5   | مدافع     | سینا شاه‌عباسی             | ۱۴ آوریل ۲۰۰۱ ‏(۲۳ سال)  | باشگاه فوتبال فولاد خوزستان  |
| 6   | هافبک     | امید حامدی‌فر              | ۱۹ اوت ۲۰۰۰ ‏(۲۴ سال)    | باشگاه فوتبال استقلال تهران  |
| 7   | هافبک     | محمدحسین اسلامی           | ۱۳ آوریل ۲۰۰۱ ‏(۲۳ سال)  | باشگاه فوتبال ذوب‌آهن         |
| 8   | هافبک     | محمد خدابنده‌لو            | ۷ سپتامبر ۱۹۹۹ ‏(۲۵ سال) | باشگاه فوتبال گل‌گهر سیرجان   |
| 9   | مهاجم     | امیرارسلان مطهری*         | ۱۰ مارس ۱۹۹۳ ‏(۳۲ سال)   | باشگاه فوتبال استقلال تهران  |
| 10  | هافبک     | یاسین سلمانی              | ۲۷ فوریهٔ ۲۰۰۲ ‏(۲۳ سال)  | باشگاه فوتبال پرسپولیس       |
| 11  | مهاجم     | آریا برزگر                | ۱۰ اکتبر ۲۰۰۲ ‏(۲۲ سال)  | باشگاه فوتبال نساجی مازندران |
| 12  | دروازه‌بان | علیرضا رضایی              | ۱۱ دسامبر ۱۹۹۹ ‏(۲۵ سال) | باشگاه فوتبال استقلال تهران  |
| 13  | هافبک     | فردین یوسفی               | ۱۳ اکتبر ۲۰۰۰ ‏(۲۴ سال)  | باشگاه فوتبال ذوب‌آهن         |
| 14  | مدافع     | امیر جعفری صیقلانی        | ۱۸ ژانویهٔ ۲۰۰۲ ‏(۲۳ سال) | باشگاه فوتبال گل‌گهر سیرجان   |
| 15  | هافبک     | محمدرضا غبیشاوی           | ۲۴ ژانویهٔ ۲۰۰۰ ‏(۲۵ سال) | باشگاه فوتبال فولاد خوزستان  |
| 16  | مدافع     | سید مجید نصیری            | ۱۴ مهٔ ۲۰۰۰ ‏(۲۴ سال)     | باشگاه فوتبال مس رفسنجان     |
| 17  | هافبک     | مهدی ممی‌زاده              | ۱۵ آوریل ۲۰۰۰ ‏(۲۴ سال)  | باشگاه فوتبال گل‌گهر سیرجان   |
| 18  | هافبک     | علیرضا کوشکی              | ۱۵ فوریهٔ ۲۰۰۰ ‏(۲۵ سال)  | باشگاه فوتبال گل‌گهر سیرجان   |
| 19  | هافبک     | محمد عمری                 | ۱۱ مارس ۲۰۰۰ ‏(۲۵ سال)   | باشگاه فوتبال پرسپولیس       |
| 20  | هافبک     | غلام‌رضا ثابت‌ایمانی        | ۶ آوریل ۲۰۰۰ ‏(۲۴ سال)   | باشگاه فوتبال پیکان          |
| 22  | دروازه‌بان | سینا سعیدی‌فر              | ۱۲ آوریل ۲۰۰۱ ‏(۲۳ سال)  | باشگاه فوتبال شمس‌آذر         |

|}
* Over-aged player
Group B
| رتبه | تیم           | بازی | برد | مساوی | باخت | گل زده | گل خورده | گل تفاضل | امتیاز | صلاحیت |
| ---- | ------------- | ---- | --- | ----- | ---- | ------ | -------- | -------- | ------ | ------ |
| ۱    | ایران         | ۳    | ۲   | ۱     | ۰    | ۷      | ۰        | ۷+       | ۷      | صعود   |
| ۲    | عربستان سعودی | ۳    | ۲   | ۱     | ۰    | ۶      | ۱        | ۵+       | ۷      | صعود   |
| ۳    | ویتنام        | ۳    | ۱   | ۰     | ۲    | ۵      | ۹        | ۴−       | ۳      |        |
| ۴    | مغولستان      | ۳    | ۰   | ۰     | ۳    | ۲      | ۱۰       | ۸−       | ۰      |        |

### ژیمناستیک

#### هنری
مردان
| ورزشکار                                                 | رویداد             | مقدماتی        | مقدماتی        | فینال           | فینال           | رتبه |
| ورزشکار                                                 | رویداد             | امتیاز         | رتبه           | امتیاز          | رتبه            | رتبه |
| ------------------------------------------------------- | ------------------ | -------------- | -------------- | --------------- | --------------- | ---- |
| مهدی احمدکهنی محمدرضا حمیدی محمدرضا خسرونژاد مهدی الفتی | تیمی               |                |                | ۱۷۸٫۸۲۸         | ۱۰              | ۱۰   |
| مهدی احمدکهنی                                           | انفرادی تمام اسباب | Did not finish | Did not finish | Did not advance | Did not advance | —    |
| مهدی احمدکهنی                                           | حرکات زمینی        | Did not start  | Did not start  | Did not advance | Did not advance | —    |
| مهدی احمدکهنی                                           | خرک حلقه           | Did not start  | Did not start  | Did not advance | Did not advance | —    |
| مهدی احمدکهنی                                           | دارحلقه            | ۱۳٫۴۰۰         | ۱۲             | Did not advance | Did not advance | ۱۲   |
| مهدی احمدکهنی                                           | پرش از خرک         | Did not start  | Did not start  | Did not advance | Did not advance | —    |
| مهدی احمدکهنی                                           | پارالل             | Did not start  | Did not start  | Did not advance | Did not advance | —    |
| مهدی احمدکهنی                                           | بارفیکس            | Did not start  | Did not start  | Did not advance | Did not advance | —    |
| محمدرضا حمیدی                                           | انفرادی تمام اسباب | ۷۴٫۷۹۸         | ۱۲ Q           | ۷۵٫۵۳۲          | ۱۰              | ۱۰   |
| محمدرضا حمیدی                                           | حرکات زمینی        | ۱۳٫۰۳۳         | ۲۱             | Did not advance | Did not advance | ۲۱   |
| محمدرضا حمیدی                                           | خرک حلقه           | ۱۲٫۳۳۳         | ۲۱             | Did not advance | Did not advance | ۲۱   |
| محمدرضا حمیدی                                           | دارحلقه            | ۱۱٫۱۰۰         | ۳۳             | Did not advance | Did not advance | ۳۳   |
| محمدرضا حمیدی                                           | پرش از خرک         | Did not start  | Did not start  | Did not advance | Did not advance | —    |
| محمدرضا حمیدی                                           | پارالل             | ۱۲٫۹۳۳         | ۲۲             | Did not advance | Did not advance | ۲۲   |
| محمدرضا حمیدی                                           | بارفیکس            | ۱۲٫۶۶۶         | ۱۴             | Did not advance | Did not advance | ۱۴   |
| محمدرضا خسرونژاد                                        | انفرادی تمام اسباب | ۷۵٫۷۶۴         | ۱۰ Q           | ۷۶٫۷۳۰          | ۷               | ۷    |
| محمدرضا خسرونژاد                                        | حرکات زمینی        | ۱۳٫۲۳۳         | ۲۰             | Did not advance | Did not advance | ۲۰   |
| محمدرضا خسرونژاد                                        | خرک حلقه           | ۱۱٫۰۶۶         | ۲۹             | Did not advance | Did not advance | ۲۹   |
| محمدرضا خسرونژاد                                        | دارحلقه            | ۱۲٫۹۳۳         | ۱۸             | Did not advance | Did not advance | ۱۸   |
| محمدرضا خسرونژاد                                        | پرش از خرک         | Did not start  | Did not start  | Did not advance | Did not advance | —    |
| محمدرضا خسرونژاد                                        | پارالل             | ۱۳٫۴۶۶         | ۱۷             | Did not advance | Did not advance | ۱۷   |
| محمدرضا خسرونژاد                                        | بارفیکس            | ۱۲٫۲۰۰         | ۲۱             | Did not advance | Did not advance | ۲۱   |
| مهدی الفتی                                              | انفرادی تمام اسباب | Did not finish | Did not finish | Did not advance | Did not advance | —    |
| مهدی الفتی                                              | حرکات زمینی        | Did not start  | Did not start  | Did not advance | Did not advance | —    |
| مهدی الفتی                                              | خرک حلقه           | Did not start  | Did not start  | Did not advance | Did not advance | —    |
| مهدی الفتی                                              | دارحلقه            | Did not start  | Did not start  | Did not advance | Did not advance | —    |
| مهدی الفتی                                              | پرش خرک            | ۱۴٫۵۶۶         | ۲ Q            | ۱۴٫۷۸۳          | ۲               | 2    |
| مهدی الفتی                                              | پارالل             | Did not start  | Did not start  | Did not advance | Did not advance | —    |
| مهدی الفتی                                              | بارفیکس            | Did not start  | Did not start  | Did not advance | Did not advance | —    |

### هندبال
مردان
| فهرست بازیکنان | مرحله مقدماتی           | مرحله مقدماتی | مرحله اصلی          | مرحله اصلی | نیمه نهایی | فینال      | رتبه |
| فهرست بازیکنان | گروه A                  | رتبه          | گروه ۲              | رتبه       | نیمه نهایی | فینال      | رتبه |
| --- | ----------------------- | ------------- | ------------------- | ---------- | ---------- | ---------- | ---- |
| یونس آثاری محمدمهدی بهنام‌نیا میلاد قلندری مجتبی حیدرپور حسین جهانی یاسین کبیریان‌جو محمدرضا کاظمی علی کوهزاد علی رحیمی کازرونی مهران رهنما افشین صادقی شهاب صادق‌زاده علی شیرانی محمد سیاوشی کیارش طاهری رضا یادگاری سرمربی: وسلین وویوویچ | مغولستان · W 50–16      | ۲ Q           | کویت · L 22–24      | ۴          | حضور نداشت | حضور نداشت |      |
| یونس آثاری محمدمهدی بهنام‌نیا میلاد قلندری مجتبی حیدرپور حسین جهانی یاسین کبیریان‌جو محمدرضا کاظمی علی کوهزاد علی رحیمی کازرونی مهران رهنما افشین صادقی شهاب صادق‌زاده علی شیرانی محمد سیاوشی کیارش طاهری رضا یادگاری سرمربی: وسلین وویوویچ | ژاپن · L 21–33          | ۲ Q           | بحرین · L 20–29     | ۴          | حضور نداشت | حضور نداشت |      |
| یونس آثاری محمدمهدی بهنام‌نیا میلاد قلندری مجتبی حیدرپور حسین جهانی یاسین کبیریان‌جو محمدرضا کاظمی علی کوهزاد علی رحیمی کازرونی مهران رهنما افشین صادقی شهاب صادق‌زاده علی شیرانی محمد سیاوشی کیارش طاهری رضا یادگاری سرمربی: وسلین وویوویچ | عربستان سعودی · D 23–23 | ۲ Q           | کرهٔ جنوبی · L 24–25 | ۴          | حضور نداشت | حضور نداشت |      |

### جودو
مردان
| ورزشکار         | رویداد     | یک شانزدهم نهایی         | یک‌ هشتم نهایی            | یک چهارم نهایی | نیمه نهایی | فینال      | رتبه |
| --------------- | ---------- | ------------------------ | ------------------------ | -------------- | ---------- | ---------- | ---- |
| ابوالفضل محمودی | ۶۶ کیلوگرم | Kum-song (PRK) · L 00–10 | حضور نداشت               | حضور نداشت     | حضور نداشت | حضور نداشت | ۱۷   |
| مهدی فتحی‌پور    | ۸۱ کیلوگرم | Sehen (IRQ) · W 10–00    | Gerbekov (BRN) · L 00–10 | حضور نداشت     | حضور نداشت | حضور نداشت | ۹    |
| قاسم باغچقی     | ۹۰ کیلوگرم | Badawi (PLE) · W 10–00   | Khamza (KAZ) · L 00–10   | حضور نداشت     | حضور نداشت | حضور نداشت | ۹    |

زنان
| ورزشکار   | رویداد     | یک شانزدهم نهایی | یک‌ هشتم نهایی            | یک چهارم نهایی              | نیمه نهایی                          | فینال      | رتبه |
| --------- | ---------- | ---------------- | ------------------------ | --------------------------- | ----------------------------------- | ---------- | ---- |
| مریم بربط | ۷۰ کیلوگرم |                  | Mayakova (KAZ) · W 10–01 | Matniyazova (UZB) · L 00–10 | شانس‌مجدد · Batsuuri (MGL) · L 01–10 | حضور نداشت | ۷    |

### کبدی
مردان
| فهرست بازیکنان | مرحله مقدماتی       | مرحله مقدماتی | نیمه نهایی       | فینال         | رتبه |
| فهرست بازیکنان | گروه B              | رتبه          | نیمه نهایی       | فینال         | رتبه |
| --- | ------------------- | ------------- | ---------------- | ------------- | ---- |
| فاضل اتراچالی امیرحسین بسطامی میلاد جباری محمدرضا کبودراهنگی رضا میرباقری علیرضا میرزائیان حمید میرزایی محمداسماعیل نبی‌بخش محمدکاظم ناصری محمدرضا شادلوی معین شفقی امیرمحمد ظفر دانش سرمربی: غلامرضا مازندرانی | پاکستان · W 43–16   | ۱ Q           | تایوان · W 47–24 | هند · L 33–29 | 2    |
| فاضل اتراچالی امیرحسین بسطامی میلاد جباری محمدرضا کبودراهنگی رضا میرباقری علیرضا میرزائیان حمید میرزایی محمداسماعیل نبی‌بخش محمدکاظم ناصری محمدرضا شادلوی معین شفقی امیرمحمد ظفر دانش سرمربی: غلامرضا مازندرانی | مالزی · W 53–22     | ۱ Q           | تایوان · W 47–24 | هند · L 33–29 | 2    |
| فاضل اتراچالی امیرحسین بسطامی میلاد جباری محمدرضا کبودراهنگی رضا میرباقری علیرضا میرزائیان حمید میرزایی محمداسماعیل نبی‌بخش محمدکاظم ناصری محمدرضا شادلوی معین شفقی امیرمحمد ظفر دانش سرمربی: غلامرضا مازندرانی | کرهٔ جنوبی · W 64–23 | ۱ Q           | تایوان · W 47–24 | هند · L 33–29 | 2    |

زنان
| فهرست بازیکنان | مرحله مقدماتی     | مرحله مقدماتی | نیمه نهایی       | فینال      | رتبه |
| فهرست بازیکنان | گروه B            | رتبه          | نیمه نهایی       | فینال      | رتبه |
| --- | ----------------- | ------------- | ---------------- | ---------- | ---- |
| رؤیا داوودیان سعیده جعفری صدیقه جعفری زهرا کریمی غزال خلج فاطمه خدابنده‌لو فاطمه منصوری راهله نادری محدثه رجبلو محبوبه سنچولی مریم سلگی فریده ظریف‌دوست سرمربی: شایالجا جین | نپال · W 43–19    | ۱ Q           | تایوان · L 24–35 | حضور نداشت | 3    |
| رؤیا داوودیان سعیده جعفری صدیقه جعفری زهرا کریمی غزال خلج فاطمه خدابنده‌لو فاطمه منصوری راهله نادری محدثه رجبلو محبوبه سنچولی مریم سلگی فریده ظریف‌دوست سرمربی: شایالجا جین | بنگلادش · W 54–16 | ۱ Q           | تایوان · L 24–35 | حضور نداشت | 3    |

### هنرهای رزمی

#### جوجوتسو
مردان ne-waza
| ورزشکار     | رویداد     | یک سی و دوم نهایی      | یک شانزدهم نهایی       | یک‌هشتم نهایی | یک چهارم نهایی | نیمه نهایی | فینال      | رتبه |
| ----------- | ---------- | ---------------------- | ---------------------- | ------------ | -------------- | ---------- | ---------- | ---- |
| مهران ستار  | ۶۲ کیلوگرم | Keadnin (THA) · W 3–0  | Almurdhi (KSA) · L 0–2 | حضور نداشت   | حضور نداشت     | حضور نداشت | حضور نداشت |      |
| علی اکبرپور | ۸۵ کیلوگرم | Alrashid (JOR) · W 2–0 | Sagdeev (KGZ) · L 0–4  | حضور نداشت   | حضور نداشت     | حضور نداشت | حضور نداشت |      |

#### کاراته
کمیته مردان
| ورزشکار       | رویداد      | یک شانزدهم نهایی           | یک‌هشتم نهایی          | یک چهارم نهایی                            | نیمه نهایی                                | فینال                             | رتبه |
| ------------- | ----------- | -------------------------- | --------------------- | ----------------------------------------- | ----------------------------------------- | --------------------------------- | ---- |
| امیر مهدی‌زاده | ۶۷ کیلوگرم  | Almasatfa (JOR) · L 0–7    | حضور نداشت            | مرحله شانس‌مجدد ۱ · Sharapov (TJK) · W 1–0 | مرحله شانس‌مجدد ۲ · Phiandee (THA) · W 6–5 | مدال برنز · Amirali (KAZ) · L 2–7 | ۵    |
| بهمن عسگری    | ۷۵ کیلوگرم  | Mukhammadiev (UZB) · W 6–0 | Pi (KOR) · W 4–2      | Sakiyama (JPN) · L 1–3                    | حضور نداشت                                | حضور نداشت                        |      |
| مهدی خدابخشی  | ۸۴ کیلوگرم  | ANDO (JPN) · L 4–5         | حضور نداشت            | حضور نداشت                                | حضور نداشت                                | حضور نداشت                        |      |
| سجاد گنج‌زاده  | ۸۴+ کیلوگرم |                            | Xayasan (LAO) · W 8–3 | Awais (PAK) · W 9–1                       | Kangtong (THA) · W 3–2                    | Shadykanov (KGZ) · W 4–2          | 1    |

کمیته زنان
| ورزشکار         | رویداد     | یک‌هشتم نهایی               | یک چهارم نهایی       | فینال / مدال برنز         | فینال / مدال برنز          | رتبه |
| --------------- | ---------- | -------------------------- | -------------------- | ------------------------- | -------------------------- | ---- |
| سارا بهمنیار    | ۵۰ کیلوگرم | SHAHMALARANI (MAS) · W 7–3 | CHONN (CAM) · W 8–0  | ZHANGBYRBAY (KAZ) · L 4–5 | MIYAHARA (JPN) · W 6–5     | 3    |
| فاطمه سعادتی    | ۵۵ کیلوگرم | WONG (MAC) · W 6–0         | KU (TPE) · L 0–4     | HOANG (VIE) · W 7–0       | SANISTYARANI (INA) · W 3–0 | 3    |
| آتوسا گلشادنژاد | ۶۱ کیلوگرم | Alameri (UAE) · W 4–1      | Nguyen (VIE) · L 2–2 | de Jesus (MAC) · W 2–0    | Kanay (KAZ) · L 1–0        | ۴    |
| مبینا حیدری     | ۶۸ کیلوگرم | Zefanya (INA) · L 4–5      | حضور نداشت           | حضور نداشت                | حضور نداشت                 |      |

#### کوراش
مردان
| ورزشکار           | رویداد     | یک‌هشتم نهایی          | یک چهارم نهایی         | نیمه نهایی                  | فینال                    | رتبه |
| ----------------- | ---------- | --------------------- | ---------------------- | --------------------------- | ------------------------ | ---- |
| مجید وحیدبریمانلو | ۶۶ کیلوگرم | le Cong (VIE) · W 8–0 | Chan (TPE) · W 5–0     | Khairandeshi (TJK) · W 10–0 | Shturbabin (UZB) · L 0-8 | 2    |
| صادق آذرنگ        | ۹۰ کیلوگرم | Bye                   | Chauhan (IND) · W 10–0 | Atayev (TKM) · W 10–0       | Kim (KOR) · W 10–0       | 1    |

زنان
| ورزشکار        | رویداد     | یک‌هشتم نهایی       | یک چهارم نهایی        | نیمه نهایی             | فینال             | رتبه |
| -------------- | ---------- | ------------------ | --------------------- | ---------------------- | ----------------- | ---- |
| دنیا آقایی     | ۷۰ کیلوگرم | Bye                | Tsou (TPE) · W 10–0   | Kakorova (UZB) · W 5–0 | Yu (CHN) · L 0–10 | 2    |
| طاهره آذرپیوند | ۷۰ کیلوگرم | Lee (TPE) · L 0–10 | حضور نداشت            | حضور نداشت             | حضور نداشت        |      |
| زهرا باقری     | ۸۷ کیلوگرم | Bye                | Salieva (KGZ) · W 5–0 | Vo (VIE) · W 3–0       | Liu (CHN) · L 3–0 | 2    |
| ملیکا امیدوند  | ۸۷ کیلوگرم | Bye                | Tokas (IND) · W 3–0   | Liu (CHN) · L 0–5      | حضور نداشت        | 3    |

### شطرنج
مردان
| ورزشکار                                                                    | رویداد  | مرحله یک ششم                | مرحله دو هفتم           | مرحله سه هشتم                    | مرحله چهار نهم             | مرحله پنج                  | رتبه |
| -------------------------------------------------------------------------- | ------- | --------------------------- | ----------------------- | -------------------------------- | -------------------------- | -------------------------- | ---- |
| محمدامین طباطبایی                                                          | انفرادی | Sugar (MGL) · W 1–0         | Priasmoro (INA) · W 1–0 | نادربیک عبدالستارف (UZB) · L 0–1 | Erigaisi (IND) · D 0.5–0.5 | Nogerbek (KAZ) · D 0.5–0.5 | ۴    |
| محمدامین طباطبایی                                                          | انفرادی | Song (TPE) · W 1–0          | Bu (CHN) · D 0.5–0.5    | Nguyen (VIE) · D 0.5–0.5         | Bersamina (PHI) · W 1–0    |                            | ۴    |
| پرهام مقصودلو                                                              | انفرادی | Setyaki (INA) · D 0.5–0.5   | Song (TPE) · W 1–0      | Nogerbek (KAZ) · D 0.5–0.5       | Yamada (JPN) · W 1–0       | Gujarathi (IND) · L 0–1    | ۲۵   |
| پرهام مقصودلو                                                              | انفرادی | Bersamina (PHI) · D 0.5–0.5 | Sindarov (UZB) · L 0–1  | حضور نیافت                       | حضور نیافت                 |                            | ۲۵   |
| پرهام مقصودلو پویا ایدنی بردیا دانشور امیررضا پورآقابالا محمدامین طباطبایی | تیمی    | بنگلادش · W 2.5–1.5         | قزاقستان · W 3–1        | چین · W 2.5–1.5                  | ازبکستان · W 2.5–1.5       | هند · D 2–2                | 1    |
| پرهام مقصودلو پویا ایدنی بردیا دانشور امیررضا پورآقابالا محمدامین طباطبایی | تیمی    | ویتنام · D 2–2              | مغولستان · W 2.5–1.5    | فیلیپین · W 3.0–1.0              | کره جنوبی · W 4.0–0        |                            | 1    |

زنان
| ورزشکار      | رویداد  | مرحله یک ششم               | مرحله دو هفتم             | مرحله سه هشتم            | مرحله چهار نهم               | مرحله پنج               | رتبه |
| ------------ | ------- | -------------------------- | ------------------------- | ------------------------ | ---------------------------- | ----------------------- | ---- |
| مبینا علی‌نسب | انفرادی | کونه‌رو هومپی (IND) · L 0–1 | Ji-Won (KOR) · W 1–0      | Sukandar (INA) · L 0–1   | Chuemsakul (THA) · W 1–0     | Batkhuyag (MGL) · W 1–0 | ۱۴   |
| مبینا علی‌نسب | انفرادی | Frayna (PHI) · D 0.5–0.5   | Assaubayeva (KAZ) · L 0–1 | Yakubbaeva (UZB) · W 1–0 | ژانسایا عبدملک (KAZ) · L 0–1 |                         | ۱۴   |

### اسکیت
مردان
| ورزشکار                                                    | رویداد                  | زمان     | رتبه |
| ---------------------------------------------------------- | ----------------------- | -------- | ---- |
| امیرمحمد سواری                                             | فری استایل سرعت اسلالوم |          | ۷    |
| رضا لسانی                                                  | فری استایل سرعت اسلالوم |          | ۴    |
| امیر بهزادی بروجنی                                         | ۱۰٬۰۰۰ متر سرعت امتیازی |          | ۸    |
| آزاد همتی                                                  | ۱۰٬۰۰۰ متر سرعت امتیازی |          | ۱۲   |
| محمدامین حیدری                                             | ۱۰۰۰ متر سرعت اسپرینت   |          | ۶    |
| کیارش شاه‌محمدی                                             | ۱۰۰۰ متر سرعت اسپرینت   |          | ۱۱   |
| امیر بهزادی بروجنی آزاد همتی محمدامین حیدری کیارش شاه‌محمدی | ۳۰۰۰ متر سرعت امدادی    | ۴:۱۶٫۹۶۲ | ۴    |

زنان
| ورزشکار                                                 | رویداد                  | زمان     | رتبه |
| ------------------------------------------------------- | ----------------------- | -------- | ---- |
| ترانه احمدی                                             | فری استایل سرعت اسلالوم |          | 2    |
| رومینا سالک                                             | فری استایل سرعت اسلالوم |          | ۴    |
| مهشید کیایی                                             | ۱۰٬۰۰۰ متر سرعت امتیازی |          | ۹    |
| نهال مقدم رحمانی                                        | ۱۰٬۰۰۰ متر سرعت امتیازی |          | ۸    |
| نگین شیخی                                               | ۱۰۰۰ متر سرعت اسپرینت   | ۱:۴۳٫۸۶۹ | ۸    |
| ملیکا منوچهری‌راد                                        | ۱۰۰۰ متر سرعت اسپرینت   | ۱:۴۲٫۷۰۱ | ۷    |
| ملیکا منوچهری‌راد نگین شیخی نهال مقدم رحمانی مهشید کیایی | ۳۰۰۰ متر سرعت امدادی    | ۴:۴۱٫۵۴۳ | ۴    |

### روئینگ
مردان
| ورزشکار                       | رویداد         | گروه | گروه    | گروه   | شانس‌مجدد | شانس‌مجدد | شانس‌مجدد | نیمه نهایی | نیمه نهایی | نیمه نهایی | فینال   | فینال | رتبه |
| ورزشکار                       | رویداد         | گروه | زمان    | رتبه   | گروه     | زمان     | رتبه     | گروه       | زمان       | رتبه       | زمان    | رتبه  | رتبه |
| ----------------------------- | -------------- | ---- | ------- | ------ | -------- | -------- | -------- | ---------- | ---------- | ---------- | ------- | ----- | ---- |
| امیرحسین محمودپور             | انفرادی دوپارو | ۳    | ۷:۲۷٫۳۰ | ۱ SA/B | استراحت  | استراحت  | استراحت  | ۱          | ۷:۴۶٫۶۷    | ۳ FA       | ۷:۲۰٫۹۷ | ۶     | ۶    |
| رضا قهرمانی امیرحسین محمودپور | دونفره دوپارو  | ۲    | ۶:۲۰٫۱۳ | ۲ FA   | استراحت  | استراحت  | استراحت  | استراحت    | استراحت    | استراحت    | ۷:۱۷٫۹۰ | ۴     | ۴    |

زنان
| ورزشکار                                       | رویداد           | گروه | گروه    | گروه | شانس‌مجدد | شانس‌مجدد | شانس‌مجدد | نیمه نهایی | نیمه نهایی | نیمه نهایی | فینال   | فینال | رتبه |
| ورزشکار                                       | رویداد           | گروه | زمان    | رتبه | گروه     | زمان     | رتبه     | گروه       | زمان       | رتبه       | زمان    | رتبه  | رتبه |
| --------------------------------------------- | ---------------- | ---- | ------- | ---- | -------- | -------- | -------- | ---------- | ---------- | ---------- | ------- | ----- | ---- |
| مهسا جاور زینب نوروزی                         | دونفره دوپارو    | ۱    | ۷:۰۹٫۲۹ | ۱ FA | استراحت  | استراحت  | استراحت  | استراحت    | استراحت    | استراحت    | ۷:۱۷٫۰۸ | ۲     | 2    |
| فاطمه مجلل نازنین ملائی مهسا جاور زینب نوروزی | چهارنفره دو پارو | ۱    | ۶:۵۵٫۰۲ | ۲ FA | استراحت  | استراحت  | استراحت  | استراحت    | استراحت    | استراحت    | ۶:۵۱٫۸۲ | ۲     | 2    |
| کیمیا زارعی نازنین ملائی                      | دونفره سبک‌وزن    | ۲    | ۶:۵۹٫۱۱ | ۱ FA | استراحت  | استراحت  | استراحت  | استراحت    | استراحت    | استراحت    | ۷:۱۷٫۹۰ | ۴     | ۴    |

### تیراندازی
مردان
| ورزشکار                                    | رویداد                    | مقدماتی | مقدماتی | فینال      | فینال      |
| ورزشکار                                    | رویداد                    | امتیاز  | رتبه    | امتیاز     | رتبه       |
| ------------------------------------------ | ------------------------- | ------- | ------- | ---------- | ---------- |
| امیرمحمد نکونام                            | تفنگ بادی ۱۰ متر          | ۶۲۸٫۸   | ۱۲      | حضور نداشت | حضور نداشت |
| امیرمحمد نکونام                            | تفنگ سه وضعیت ۵۰ متر      | ۵۷۶     | ۲۰      | حضور نداشت | حضور نداشت |
| پوریا نوروزیان                             | تفنگ بادی ۱۰ متر          | ۶۲۹٫۲   | ۱۰      | حضور نداشت | حضور نداشت |
| پوریا نوروزیان                             | تفنگ سه وضعیت ۵۰ متر      | ۵۸۴     | ۷ Q     | ۴۰۲٫۲      | ۸          |
| مهیار صداقت                                | تفنگ بادی ۱۰ متر          | ۶۲۷٫۶   | ۱۷      | حضور نداشت | حضور نداشت |
| مهیار صداقت                                | تفنگ سه وضعیت ۵۰ متر      | ۵۸۲     | ۱۲      | حضور نداشت | حضور نداشت |
| جواد فروغی                                 | تپانچه بادی ۱۰ متر        | ۵۷۳٫۱۵  | ۲۶      | حضور نداشت | حضور نداشت |
| امیر جوهری‌خو                               | تپانچه بادی ۱۰ متر        | ۵۷۸٫۱۳  | ۹       | حضور نداشت | حضور نداشت |
| سجاد پورحسینی                              | تپانچه بادی ۱۰ متر        | ۵۷۵٫۱۸  | ۱۸      | حضور نداشت | حضور نداشت |
| محمد بیرانوند                              | تراپ                      | ۱۱۷     | ۱۶      | حضور نداشت | حضور نداشت |
| امیرمحمد نکونام پوریا نوروزیان مهیار صداقت | تفنگ بادی ۱۰ متر تیمی     |         |         | ۱۸۸۵٫۶     | ۴          |
| امیرمحمد نکونام پوریا نوروزیان مهیار صداقت | تفنگ سه وضعیت ۵۰ متر تیمی |         |         | ۱۷۴۰/۷۸    | ۵          |
| جواد فروغی امیر جوهری‌خو سجاد پورحسینی      | تپانچه بادی ۱۰ متر تیمی   |         |         | ۱۷۲۶٫۴۶    | ۶          |

زنان
| ورزشکار                                  | رویداد                    | مقدماتی | مقدماتی | فینال      | فینال      |
| ورزشکار                                  | رویداد                    | امتیاز  | رتبه    | امتیاز     | رتبه       |
| ---------------------------------------- | ------------------------- | ------- | ------- | ---------- | ---------- |
| الهه احمدی                               | تفنگ بادی ۱۰ متر          | ۶۲۶٫۹   | ۱۷      | حضور نداشت | حضور نداشت |
| الهه احمدی                               | تفنگ سه وضعیت ۵۰ متر      | ۵۷۵     | ۲۹      | حضور نداشت | حضور نداشت |
| نجمه خدمتی                               | تفنگ بادی ۱۰ متر          | ۶۲۰٫۵   | ۳۸      | حضور نداشت | حضور نداشت |
| نجمه خدمتی                               | تفنگ سه وضعیت ۵۰ متر      | ۵۸۲     | ۱۵      | حضور نداشت | حضور نداشت |
| شرمینه چهل امیرانی                       | تفنگ بادی ۱۰ متر          | ۶۲۸٫۶   | ۱۱      | حضور نداشت | حضور نداشت |
| آرمینا صادقیان                           | تفنگ سه وضعیت ۵۰ متر      | ۵۸۵     | ۱۱      | حضور نداشت | حضور نداشت |
| هانیه رستمیان                            | تپانچه بادی ۱۰ متر        | ۵۷۳     | ۱۵      | حضور نداشت | حضور نداشت |
| هانیه رستمیان                            | تپانچه ۲۵ متر             | ۵۸۴     | ۶ Q     | ۱۴         | ۶          |
| گلنوش سبقت‌الهی                           | تپانچه بادی ۱۰ متر        | ۵۷۱     | ۲۰      | حضور نداشت | حضور نداشت |
| گلنوش سبقت‌الهی                           | تپانچه ۲۵ متر             | ۵۶۶     | ۳۱      | حضور نداشت | حضور نداشت |
| مینا قربانی                              | تپانچه بادی ۱۰ متر        | ۵۷۰     | ۲۳      | حضور نداشت | حضور نداشت |
| زینب طوماری                              | تپانچه ۲۵ متر             | ۵۴۳     | ۳۹      | حضور نداشت | حضور نداشت |
| مرضیه پرورش‌نیا                           | تراپ                      | ۱۰۵     | ۱۷      | حضور نداشت | حضور نداشت |
| الهه احمدی نجمه خدمتی شرمینه چهل امیرانی | تفنگ بادی ۱۰ متر تیمی     |         |         | ۱۸۷۶       | ۸          |
| الهه احمدی نجمه خدمتی آرمینا صادقیان     | تفنگ سه وضعیت ۵۰ متر تیمی |         |         | ۱۷۴۲       | ۶          |
| هانیه رستمیان گلنوش سبقت‌الهی مینا قربانی | تپانچه بادی ۱۰ متر تیمی   |         |         | ۱۷۱۴       | ۵          |
| هانیه رستمیان گلنوش سبقت‌الهی زینب طوماری | تپانچه ۲۵ متر تیمی        |         |         | ۱۶۹۳       | ۱۰         |

مختلط
| ورزشکار                            | رویداد                  | مقدماتی | مقدماتی | فینال                          | فینال |
| ورزشکار                            | رویداد                  | امتیاز  | رتبه    | امتیاز                         | رتبه  |
| ---------------------------------- | ----------------------- | ------- | ------- | ------------------------------ | ----- |
| شرمینه چهل امیرانی امیرمحمد نکونام | تفنگ بادی ۱۰ متر تیمی   | ۶۲۹     | ۵ QB    | مدال برنز · قزاقستان · L 11-17 | ۵     |
| هانیه رستمیان امیر جوهری‌خو         | تپانچه بادی ۱۰ متر تیمی | ۵۷۵     | ۳ QB    | مدال برنز · پاکستان · W 16 –14 | 3     |

### سنگ‌نوردی
مردان
| ورزشکار                             | رویداد | مرحله مقدماتی | مرحله مقدماتی | یک هشتم | یک چهارم   | نیمه نهایی | فینال      | رتبه |
| ورزشکار                             | رویداد | زمان          | رتبه          | یک هشتم | یک چهارم   | نیمه نهایی | فینال      | رتبه |
| ----------------------------------- | ------ | ------------- | ------------- | ------- | ---------- | ---------- | ---------- | ---- |
| میلاد علیپور                        | سرعت   | ۵.۶۳۷         | ۱۰ Q          | ۵.۵۲۴   | حضور نداشت | حضور نداشت | حضور نداشت | ۱۰   |
| رضا علیپور                          | سرعت   | ۵.۱۸۴         | ۴ Q           | ۵.۲۸    | ۵.۱۶۲      | ۵.۱۶۳      | ۵.۳۰۲      | 1    |
| مهدی علیپور رضا علیپور میلاد علیپور | امدادی | ۱۷.۷۴۳        | ۳ Q           |         | FS         | حضور نداشت | حضور نداشت |      |

زنان
| ورزشکار       | رویداد | مرحله مقدماتی | مرحله مقدماتی | یک هشتم | یک چهارم   | نیمه نهایی | فینال |
| ورزشکار       | رویداد | زمان          | رتبه          | یک هشتم | یک چهارم   | نیمه نهایی | فینال |
| ------------- | ------ | ------------- | ------------- | ------- | ---------- | ---------- | ----- |
| محیا دارابیان | سرعت   | ۷.۷۲۱         | ۶ Q           | ۷.۹۴۳   | حضور نداشت | حضور نداشت | ۱۰    |

| ورزشکار     | رویداد | مرحله مقدماتی | مرحله مقدماتی | مرحله مقدماتی | مرحله مقدماتی | مرحله مقدماتی | نیمه نهایی | نیمه نهایی | نیمه نهایی | نیمه نهایی | فینال | فینال    | فینال   | فینال | فینال |
| ورزشکار     | رویداد | سرعت          | بولدرینگ      | سر طناب       | مجموع         | رتبه          | بولدرینگ   | سر طناب    | مجموع      | رتبه       | سرعت  | بولدرینگ | سر طناب | مجموع | رتبه  |
| ----------- | ------ | ------------- | ------------- | ------------- | ------------- | ------------- | ---------- | ---------- | ---------- | ---------- | ----- | -------- | ------- | ----- | ----- |
| الناز رکابی | کمباین | ۲۹+           | ۲۹+           | ۲۹+           | ۴۵.۱          | ۵ Q           | ۵۲.۸۰ ۸ Q  | ۴۲.۱ ۷ Q   | ۳۲+        | ۷          |       |          |         |       |       |

### تنیس روی میز
مردان
| ورزشکار                                   | رویداد | مرحله مقدماتی                       | مرحله مقدماتی | یک‌ هشتم نهایی                  | یک چهارم نهایی               | نیمه نهایی                        | فینال      | رتبه |
| ورزشکار                                   | رویداد | گروه E                              | رتبه          | یک‌ هشتم نهایی                  | یک چهارم نهایی               | نیمه نهایی                        | فینال      | رتبه |
| ----------------------------------------- | ------ | ----------------------------------- | ------------- | ------------------------------ | ---------------------------- | --------------------------------- | ---------- | ---- |
| نیما عالمیان نوشاد عالمیان امیرحسین هدایی | تیمی   | بحرین · W 3–0 · 3–0, 3–0, 3–0       | 2 Q           | ویتنام · W 3–0 · 3–1, 3–1, 3–0 | ژاپن · W 3–0 · 3–2, 3–2, 3–2 | کره جنوبی · L 0–3 · 2–3, 2–3, 0–3 | حضور نداشت | 3    |
| نیما عالمیان نوشاد عالمیان امیرحسین هدایی | تیمی   | هنگ کنگ · L 1–3 · 1–3,3–1, 0–3, 0–3 | 2 Q           | ویتنام · W 3–0 · 3–1, 3–1, 3–0 | ژاپن · W 3–0 · 3–2, 3–2, 3–2 | کره جنوبی · L 0–3 · 2–3, 2–3, 0–3 | حضور نداشت | 3    |
| نیما عالمیان نوشاد عالمیان امیرحسین هدایی | تیمی   | مغولستان · W 3–0 · 3–0, 3–0, 3–0    | 2 Q           | ویتنام · W 3–0 · 3–1, 3–1, 3–0 | ژاپن · W 3–0 · 3–2, 3–2, 3–2 | کره جنوبی · L 0–3 · 2–3, 2–3, 0–3 | حضور نداشت | 3    |

| ورزشکار                    | رویداد  | یک شانزدهم نهایی                                   | یک‌ هشتم نهایی                    | یک چهارم نهایی                          | نیمه نهایی                              | فینال      | رتبه |
| -------------------------- | ------- | -------------------------------------------------- | -------------------------------- | --------------------------------------- | --------------------------------------- | ---------- | ---- |
| نوشاد عالمیان              | انفرادی | Alkhadrawi (KSA) · W 1-4                           | توماکازو هریموتو (JPN) · L 4-2   | حضور نداشت                              | حضور نداشت                              | حضور نداشت |      |
| امیرحسین هدایی             | انفرادی | Sultonov (TJK) · W 0-4                             | Quek (SGP) · W 2-4               | لین یون-جو (TPE) · L 4-0                | حضور نداشت                              | حضور نداشت |      |
| نیما عالمیان نوشاد عالمیان | دو نفره | Tancharoen (THA) · Tanviriyavechakul (THA) · W 0-3 | huang (TPE) · Liao (TPE) · W 2-3 | Matsushita (JPN) · Oikawa (JPN) · W 0-3 | فان ژن‌دونگ (CHN) · Chuqin (CHN) · L 0-4 | حضور نداشت | 3    |

زنان
| ورزشکار    | رویداد  | یک شانزدهم نهایی     | یک‌ هشتم نهایی | یک چهارم نهایی | نیمه نهایی | فینال      | رتبه |
| ---------- | ------- | -------------------- | ------------- | -------------- | ---------- | ---------- | ---- |
| شیما صفایی | انفرادی | Hayata (JPN) · L 0-4 | حضور نداشت    | حضور نداشت     | حضور نداشت | حضور نداشت |      |

### تکواندو
پومسه مردان
| ورزشکار      | رویداد  | یک‌ هشتم نهایی            | یک چهارم نهایی | نیمه نهایی | فینال      | رتبه |
| ------------ | ------- | ------------------------ | -------------- | ---------- | ---------- | ---- |
| مرتضی زنده‌دل | انفرادی | ژونگ (TPE) · L 7.91-7.92 | حضور نداشت     | حضور نداشت | حضور نداشت | ۹    |

مردان
| ورزشکار          | رویداد | یک شانزدهم نهایی     | یک‌ هشتم نهایی             | یک چهارم نهایی         | نیمه نهایی                 | فینال                        | رتبه |
| ---------------- | ------ | -------------------- | ------------------------- | ---------------------- | -------------------------- | ---------------------------- | ---- |
| مهدی حاجی موسایی | 58 kg  | Eleas (BAN) · W 2-0  | Otajonov (UZB) · W 2-0    | Altybaev (KGZ) · W 2-0 | Cheng (CHN) · W 2-1        | جانگ جون (KOR) · L 0-2       | 2    |
| علیرضا حسین‌پور   | 63 kg  | Raihan (INA) · W 2–0 | Khan (PAK) · W 2–0        | Lee (KOR) · W 2-0      | Alhalawani (JOR) · W 2-0   | Tubtimdang (THA) · L 0-2     | 2    |
| متین رضایی       | 68 kg  | Bye                  | Kurmanaliev (KGZ) · W 2–0 | Xiao (CHN) · W 2–1     | Abdul Kareem (JOR) · L 1–2 | حضور نداشت                   | 3    |
| مهران برخورداری  | 80 kg  | Bye                  | Sahak (AFG) · W 2–0       | Cea (PHI) · W 2–0      | Park (KOR) · L 1–2         | حضور نداشت                   | 3    |
| آرین سلیمی       | +80 kg |                      | Morrison (PHI) · W 2–0    | Sadek (JOR) · W 2–0    | Lee (TPE) · W 2–0          | سونگ ژائوژیانگ (CHN) · L 1–2 | 2    |

پومسه زنان
| ورزشکار       | رویداد  | یک‌ هشتم نهایی              | یک چهارم نهایی                  | نیمه نهایی               | فینال      | رتبه |
| ------------- | ------- | -------------------------- | ------------------------------- | ------------------------ | ---------- | ---- |
| مرجان سلحشوری | انفرادی | Khatun (BAN) · W 7.72-7.07 | Binti Abdul (MAS) · W 7.78-7.78 | Niwa (JPN) · L 6.44-6.86 | حضور نداشت | 3    |

زنان
| ورزشکار         | رویداد | یک شانزدهم نهایی | یک‌ هشتم نهایی                       | یک چهارم نهایی         | نیمه نهایی             | فینال      | رتبه |
| --------------- | ------ | ---------------- | ----------------------------------- | ---------------------- | ---------------------- | ---------- | ---- |
| مبینا نعمت‌زاده  | 49 kg  | Bye              | Garces (PHI) · W 2-0                | Kapanova (KAZ) · W 2-0 | Gou (CHN) · L 0-2      | حضور نداشت | 3    |
| ناهید کیانی     | 53 kg  | Bye              | Jongkolrattanawattana (THA) · L 1-2 | حضور نداشت             | حضور نداشت             | حضور نداشت | ۹    |
| نرگس میرنورالهی | 57 kg  |                  | Yujin (KOR) · L 0-2                 | حضور نداشت             | حضور نداشت             | حضور نداشت | ۹    |
| ملیکا میرحسینی  | 67 kg  |                  | Basnet (NEP) · W 2–0                | Al-sadeq (JOR) · W 2–0 | Sadikova (UZB) · L 1–2 | حضور نداشت | 3    |
| آناهیتا توکلی   | +67 kg |                  | Alora (PHI) · W 2–0                 | Osipova (UZB) · L 1–2  | حضور نداشت             | حضور نداشت | ۵    |

### تنیس
مردان
| ورزشکار    | رویداد  | مرحله ۱ | مرحله ۲                           | مرحله ۳    | یک چهارم نهایی | نیمه نهایی | فینال      | رتبه |
| ---------- | ------- | ------- | --------------------------------- | ---------- | -------------- | ---------- | ---------- | ---- |
| سینا مقیمی | انفرادی | Bye     | Tung-lin (TPE) · L 0–2 · 2–6, 1–6 | حضور نداشت | حضور نداشت     | حضور نداشت | حضور نداشت |      |

زنان
| ورزشکار         | رویداد  | مرحله ۱ | مرحله ۲                          | مرحله ۳    | یک چهارم نهایی | نیمه نهایی | فینال      | رتبه |
| --------------- | ------- | ------- | -------------------------------- | ---------- | -------------- | ---------- | ---------- | ---- |
| مشکات‌الزهرا صفی | انفرادی | Bye     | Garland (TPE) · L 0–2 · 0–6, 0–4 | حضور نداشت | حضور نداشت     | حضور نداشت | حضور نداشت |      |

### والیبال

#### ساحلی
مردان
| فهرست بازیکنان               | گروهی                                                      | گروهی      | یک‌ هشتم نهایی                                              | یک چهارم نهایی                                            | نیمه نهایی                                 | فینال / مدال برنز                                  | رتبه |
| فهرست بازیکنان               | گروه‌ها                                                     | رتبه       | یک‌ هشتم نهایی                                              | یک چهارم نهایی                                            | نیمه نهایی                                 | فینال / مدال برنز                                  | رتبه |
| ---------------------------- | ---------------------------------------------------------- | ---------- | ---------------------------------------------------------- | --------------------------------------------------------- | ------------------------------------------ | -------------------------------------------------- | ---- |
| عباس پورعسگری علیرضا آقاجانی | Cheong (MAC) · Wong (MAC) · W 2–0 · 21–11, 21–8            | Pool F ۱ Q | Jongklang (THA) · Kaewsai (THA) · W 2–0 · 21–15, 21–15     | Ashfiya (INA) · Akbar (INA) · W 2–1 · 14–21, 21–15, 15–12 | Ha (CHN) · Wu (CHN) · L 0–2 · 24–26, 16–21 | Bogatu (KAZ) Yakovlev (KAZ) · L 0–2 · 23–25, 28–30 | ۴    |
| عباس پورعسگری علیرضا آقاجانی | Mahmoud (QAT) · Nassim (QAT) · W 2–0 · 21–12, 21–15        | Pool F ۱ Q | Jongklang (THA) · Kaewsai (THA) · W 2–0 · 21–15, 21–15     | Ashfiya (INA) · Akbar (INA) · W 2–1 · 14–21, 21–15, 15–12 | Ha (CHN) · Wu (CHN) · L 0–2 · 24–26, 16–21 | Bogatu (KAZ) Yakovlev (KAZ) · L 0–2 · 23–25, 28–30 | ۴    |
| عباس پورعسگری علیرضا آقاجانی | Lee (KOR) · Kim (KOR) · W 2–0 · 21–11, 21–11               | Pool F ۱ Q | Jongklang (THA) · Kaewsai (THA) · W 2–0 · 21–15, 21–15     | Ashfiya (INA) · Akbar (INA) · W 2–1 · 14–21, 21–15, 15–12 | Ha (CHN) · Wu (CHN) · L 0–2 · 24–26, 16–21 | Bogatu (KAZ) Yakovlev (KAZ) · L 0–2 · 23–25, 28–30 | ۴    |
| بهمن سالمی سینا شوکتی        | Rustamzoda (TJK) · Tursunov (TJK) · W 2–0 · 21–9, 21–6     | Pool H ۱ Q | Takahashi (JPN) · Ageba (JPN) · W 2–1 · 15–6, 18–21, 21–16 | شریف یونس (QAT) · احمد تیجان (QAT) · L 0-2 · 17-21, 19-21 | حضور نداشت                                 | حضور نداشت                                         | ۵    |
| بهمن سالمی سینا شوکتی        | Al-Jalbubi (OMA) · Al-Hashimi (OMA) · W 2–0 · 21–17, 21–11 | Pool H ۱ Q | Takahashi (JPN) · Ageba (JPN) · W 2–1 · 15–6, 18–21, 21–16 | شریف یونس (QAT) · احمد تیجان (QAT) · L 0-2 · 17-21, 19-21 | حضور نداشت                                 | حضور نداشت                                         | ۵    |
| بهمن سالمی سینا شوکتی        | Tam (MAC) · Chan (MAC) · W 2–0 · 21–8, 21–12               | Pool H ۱ Q | Takahashi (JPN) · Ageba (JPN) · W 2–1 · 15–6, 18–21, 21–16 | شریف یونس (QAT) · احمد تیجان (QAT) · L 0-2 · 17-21, 19-21 | حضور نداشت                                 | حضور نداشت                                         | ۵    |

#### داخل سالن
مردان
| فهرست بازیکنان | گروهی                                      | گروهی | یک دوازدهم نهایی | یک چهارم نهایی                       | نیمه نهایی                        | فینال                                    | رتبه |
| فهرست بازیکنان | گروه B                                     | رتبه  | یک دوازدهم نهایی | یک چهارم نهایی                       | نیمه نهایی                        | فینال                                    | رتبه |
| --- | ------------------------------------------ | ----- | ---------------- | ------------------------------------ | --------------------------------- | ---------------------------------------- | ---- |
| مهدی جلوه صابر کاظمی امین اسماعیل‌نژاد امیرحسین اسفندیار جواد کریمی میثم صالحی پوریا حسین خانزاده شهروز همایون‌فرمنش محمد ولی‌زاده محمد موسوی محمدرضا حضرت‌پور محمدطاهر وادی سرمربی: بهروز عطایی | نپال · W 3–0 · 25–9, 25–15, 25–13          | ۱ Q   | Bye              | تایلند · W 3–0 · 25–21, 25–18, 25–16 | قطر · W 3–0 · 25–20, 25–20, 25–22 | چین · W 3–1 · 19–25, 25–14, 25–22, 26–24 | 1    |
| مهدی جلوه صابر کاظمی امین اسماعیل‌نژاد امیرحسین اسفندیار جواد کریمی میثم صالحی پوریا حسین خانزاده شهروز همایون‌فرمنش محمد ولی‌زاده محمد موسوی محمدرضا حضرت‌پور محمدطاهر وادی سرمربی: بهروز عطایی | بحرین · W 3–1 · 25–16, 25–19, 22–25, 25–20 | ۱ Q   | Bye              | تایلند · W 3–0 · 25–21, 25–18, 25–16 | قطر · W 3–0 · 25–20, 25–20, 25–22 | چین · W 3–1 · 19–25, 25–14, 25–22, 26–24 | 1    |

### وزنه‌برداری
مردان
| ورزشکار         | رویداد       | یک‌ضرب | یک‌ضرب | دوضرب | دوضرب | مجموع | رتبه |
| ورزشکار         | رویداد       | نتیجه | رتبه  | نتیجه | رتبه  | مجموع | رتبه |
| --------------- | ------------ | ----- | ----- | ----- | ----- | ----- | ---- |
| حسین سلطانی     | ۸۱ کیلوگرم   | ۱۵۴   | ۳     | ۱۸۱   | ۵     | ۳۳۵   | ۵    |
| امیر حقوقی      | ۹۶ کیلوگرم   | ۱۶۴   | ۹     | ۲۰۲   | ۸     | ۳۶۶   | ۸    |
| میر مصطفی جوادی | ۹۶ کیلوگرم   | ۱۶۱   | ۱۱    | ۲۰۲   | ۹     | ۳۶۳   | ۹    |
| رضا دهدار       | ۱۰۹ کیلوگرم  | ۱۷۵   | —     | —     | —     | —     | —    |
| مهدی کرمی       | ۱۰۹ کیلوگرم  | ۱۷۰   | ۶     | ۲۱۰   | ۵     | ۳۸۰   | ۵    |
| علی داوودی      | +۱۰۹ کیلوگرم | ۱۹۲   | ۲     | ۲۳۴   | ۲     | ۴۲۶   | 2    |
| آیت شریفی       | +۱۰۹ کیلوگرم | ۱۸۵   | ۴     | —     | —     | —     | —    |

زنان
| ورزشکار      | رویداد     | یک‌ضرب | یک‌ضرب | دوضرب | دوضرب | مجموع | رتبه |
| ورزشکار      | رویداد     | نتیجه | رتبه  | نتیجه | رتبه  | مجموع | رتبه |
| ------------ | ---------- | ----- | ----- | ----- | ----- | ----- | ---- |
| ریحانه کریمی | ۶۴ کیلوگرم | 91    | —     | —     | —     | —     | —    |
| الهه رزاقی   | ۷۶ کیلوگرم | ۹۳    | ۹     | ۱۱۳   | ۹     | ۲۰۶   | ۹    |
| الهام حسینی  | ۸۷ کیلوگرم | ۹۵    | ۱۰    | —     | —     | —     | —    |

### کشتی
آزاد مردان
| ورزشکار       | رویداد      | مقدماتی                  | یک‌هشتم نهایی                  | یک چهارم نهایی             | نیمه نهایی                        | فینال / مدال برنز                 | رتبه |
| ------------- | ----------- | ------------------------ | ----------------------------- | -------------------------- | --------------------------------- | --------------------------------- | ---- |
| ابراهیم خواری | ۵۷ کیلوگرم  |                          | Lobreguito (PHI) · W 10–0     | Sehrawat (IND) · L 8–19    | حضور نداشت                        | حضور نداشت                        |      |
| رحمان عموزاد  | ۶۵ کیلوگرم  | Rakhmonov (UZB) · W 12–6 | Yamaguchi (JPN) · W 2–1       | Wei (CHN) · W 6–0          | باجرانگ پونیا (IND) · W 8–1       | تومور-اچیر تولگا (MGL) · L 1–11   | 2    |
| یونس امامی    | ۷۴ کیلوگرم  |                          | Toktomambetov (KGZ) · W 7–2   | LU (CHN) · W 10–2          | EVLOEV (TJK) · W 9–3              | KINOSHITA (JPN) · W 9–0           | 1    |
| حسن یزدانی    | ۸۶ کیلوگرم  |                          | Abdullaev (KGZ) · W 10–0      | ORAZGYLYJOV (TKM) · W 10–0 | BYAMBASUREN (KGZ) · W 10–0        | PUNIA (KGZ) · W 10–0              | 1    |
| مجتبی گلیج    | ۹۷ کیلوگرم  |                          | محمد ابراهیم‌اف (UZB) · W 13–7 | Ganbaatar (MGL) · W 4–2    | علیشیر یرگالی (KAZ) · W 3–1       | احمد تاژدینوف (BHR) · L 1–6       | 2    |
| امیرحسین زارع | ۱۲۵ کیلوگرم |                          | Anwar (PAK) · W 10–0          | Buheeerdun (CHN) · W 10–0  | یوسوپ باتیرمیرزایف (KAZ) · W 11–0 | مونختورین لخاگواگرل (MGL) · W 7–0 | 1    |

فرنگی مردان
| ورزشکار          | رویداد      | یک‌هشتم نهایی                | یک چهارم نهایی                 | نیمه نهایی                      | فینال / مدال برنز                 | رتبه |
| ---------------- | ----------- | --------------------------- | ------------------------------ | ------------------------------- | --------------------------------- | ---- |
| میثم دلخانی      | ۶۰ کیلوگرم  | Gyanender (IND) · W 7–1     | آیدوس سلطانگالی (KAZ) · L 2–4  | حضور نداشت                      | حضور نداشت                        |      |
| دانیال سهرابی    | ۶۷ کیلوگرم  | Ro (PRK) · W 5–2            | هان‌سو ریو (KOR) · W 9–0        | Shermakhanbet (KAZ) · L 9–6 VFA | Li (CHN) · W 3–2                  | 3    |
| امین کاویانی‌نژاد | ۷۷ کیلوگرم  | کیم هیون-وو (KOR) · W 9–3   | Omongeldiyev (UZB) · W 5–3     | Liu (CHN) · W 1–1               | آکژول محموداف (KGZ) · L 1–1       | 2    |
| ناصر علیزاده     | ۸۷ کیلوگرم  | اتابیک عزیزوف (KGZ) · W 7–1 | Annamammedov (TKM) · W 7–1     | Kumar (IND) · W 5–1             | جالگاسبای بردی‌مرادف (UZB) · L 7–4 | 2    |
| محمدهادی ساروی   | ۹۷ کیلوگرم  | رستم آساکالوف (UZB) · W 6–3 | اوزور ژوژوپبیکوف (KGZ) · W 3–1 | Umayev (KAZ) · W 8–0            | Yiming Li (CHN) · W ۵–۱           | 1    |
| امین میرزازاده   | ۱۳۰ کیلوگرم | Panphuek (THA) · W 9–0      | Kurrayev (TKM) · W 9–0         | Syzdykov (KAZ) · W 3–1          | Meng (CHN) · W 1–1                | 1    |

### ووشو
تالو مردان
| ورزشکار        | رویداد           | امتیاز | رتبه |
| -------------- | ---------------- | ------ | ---- |
| احسان پیغمبری  | changquan        | ۹٫۴۴۳  | ۱۰   |
| شاهین بنی‌طالبی | Nanquan & Nangun | ۹٫۶۸۶  | ۱۰   |
| محمدعلی مجیری  | Nanquan & Nangun | ۹٫۶۹۰  | ۹    |
| حسین قبله‌نما   | Daoshu & Gunshu  | ۱۹٫۱۱۹ | ۶    |

ساندا مردان
| ورزشکار       | رویداد     | یک‌هشتم نهایی             | یک چهارم نهایی          | نیمه نهایی                    | فینال                | رتبه |
| ------------- | ---------- | ------------------------ | ----------------------- | ----------------------------- | -------------------- | ---- |
| شجاع پناهی    | ۶۰ کیلوگرم | Isskandar (YEM) · W PD   | Omurzakov (KGZ) · W 2–0 | Padua (PHI) · W عدم حضور حریف | Wang (CHN) · L 0–2   | 2    |
| افشین سلیمی   | ۶۵ کیلوگرم | Bye                      | Truong (VIE) · W 2–0    | Jeon (KOR) · W 2–0            | Marbun (INA) · W 2–0 | 1    |
| محسن محمدسیفی | ۷۰ کیلوگرم | Gicheol (KOR) · W 2–0    | Paltayev (TKM) · W 2–0  | Zhang (TPE) · W 2–0           | He (CHN) · L 1–2     | 2    |
| یوسف صبری     | ۷۵ کیلوگرم | Tashpolatov (KAZ) · W PD | Isroilov (UZB) · W KO   | Habibi (AFG)W PD              | Cai (MAC)W PD        | 1    |

تالو زنان
| ورزشکار    | رویداد             | امتیاز | رتبه |
| ---------- | ------------------ | ------ | ---- |
| زهرا کیانی | Jianshu & Qiangshu | ۱۹٫۴۳۶ | 2    |
| مینا پناهی | Nanquan & Nandao   | DNS    | DNS  |
| حانیه رجبی | Nanquan & Nandao   | ۱۸٫۹۶۶ | ۸    |

ساندا زنان
| ورزشکار          | رویداد     | یک‌هشتم نهایی           | یک چهارم نهایی         | نیمه نهایی              | فینال            | رتبه |
| ---------------- | ---------- | ---------------------- | ---------------------- | ----------------------- | ---------------- | ---- |
| الهه منصوریان    | ۵۲ کیلوگرم | Chaudhari (NEP) · W PD | Altaf (PAK) · W PD     | Florentina (INA) · W PD | Li (CHN) · L 0–2 | 2    |
| شهربانو منصوریان | ۶۰ کیلوگرم | Bye                    | Rahmedova (TKM) · W PD | Wu (CHN) · L 0–2        | حضور نداشت       | 3    |